# Operazione Grenade
Operazione Grenade fu il nome in codice di una massiccia offensiva sferrata dalle forze armate degli Stati Uniti d'America in Renania a partire dal 23 febbraio 1945, durante gli scontri del fronte occidentale della seconda guerra mondiale; l'operazione rientrava nei più vasti eventi della campagna della Renania del febbraio-marzo 1945.
Sotto l'egida del 21st Army Group del feldmaresciallo Bernard Law Montgomery, la Ninth United States Army del generale William Hood Simpson doveva sferrare un attacco in direzione nord-est per ricollegarsi alle forze anglo-canadesi della First Canadian Army, impegnate ad attaccare le difese tedesche al confine meridionale tra Germania e Paesi Bassi (operazione Veritable). Il principale ostacolo davanti alle forze di Simpson era rappresentato dal fiume Roer, le cui acque erano in piena a causa dell'apertura delle dighe più a monte: l'attraversamento del fiume, lanciato nelle prime ore del 23 febbraio dopo un pesante bombardamento preparatorio, fu duramente conteso dai difensori tedeschi e in vari punti rischiò di fallire. La 15. Armee del generale Gustav-Adolf von Zangen, che difendeva le sponde del Roer, era però una formazione debole di divisioni raccogliticce decimate dalle precedenti offensive degli Alleati, e non aveva la forza per contrattaccare; il momento di crisi fu rapidamente superato e la Ninth Army statunitense si insediò stabilmente sulla sponda orientale del Roer.
L'immissione dei reparti corazzati statunitensi nella testa di ponte a oriente del Roer segnò il destino dei tedeschi: le vaste aree pianeggianti alle spalle del fiume erano un terreno ideale per le operazioni meccanizzate, e i reparti statunitensi dilagarono nelle retrovie della Wehrmacht. L'offensiva della Ninth Army si spinse in profondità fino a raggiungere le rive del Reno tra Düsseldorf a sud e Wesel a nord, dove i reparti statunitensi si attestarono entro il 10 marzo.

## Antefatti

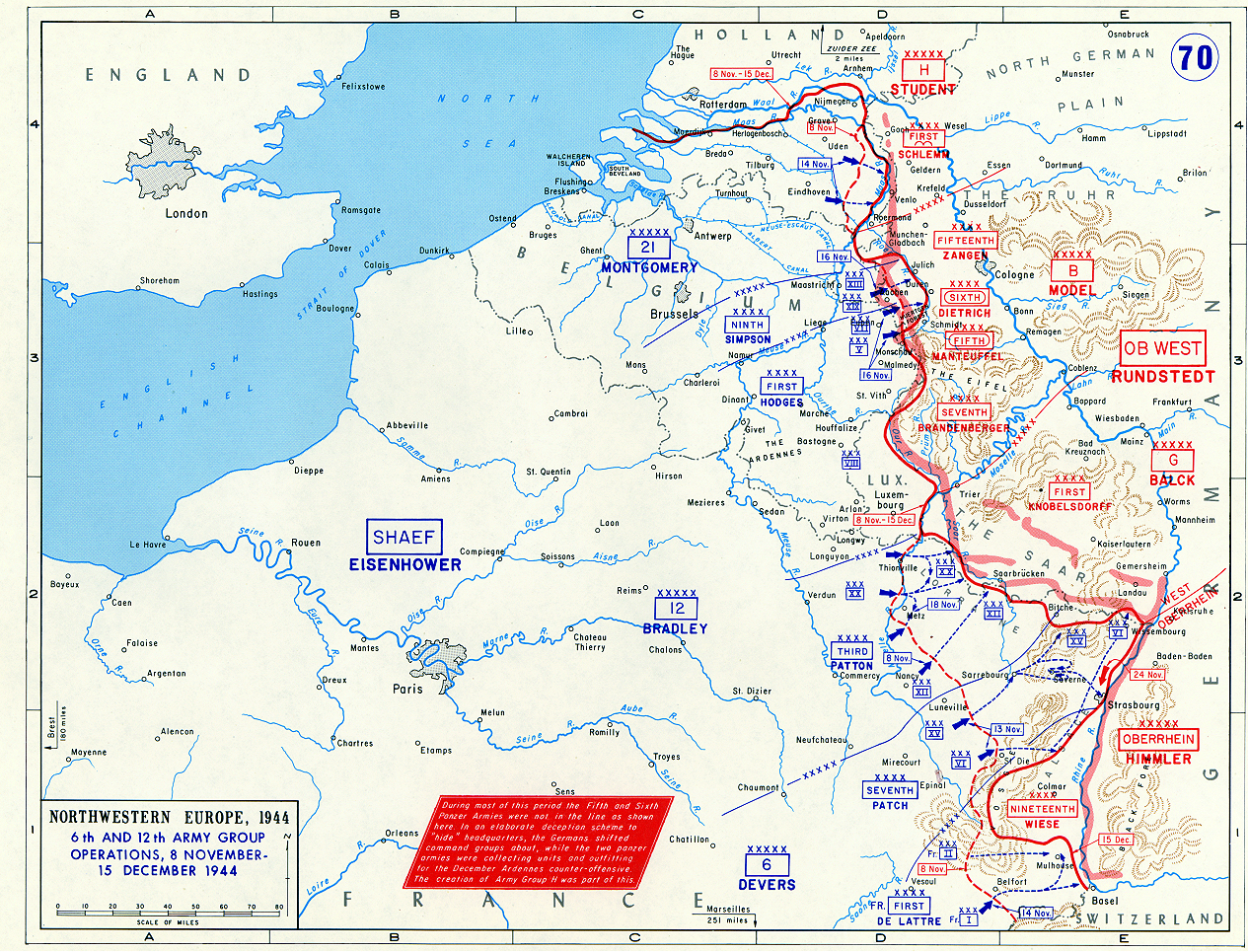
Carta generale del fonte occidentale al dicembre 1944

Alla fine del gennaio 1945 le forze degli Alleati occidentali avevano spinto la loro avanzata attraverso la Francia, il Belgio e i Paesi Bassi meridionali fino ai confini della Germania nazista; il momento di crisi rappresentato dalla grande controffensiva tedesca nelle Ardenne (e dal meno imponente attacco tedesco in Alsazia) era stato superato, e con la pressione sul fronte orientale in aumento la Wehrmacht aveva dovuto ritirare gran parte delle sue forze corazzate per inviarle ad affrontare i sovietici, passando a una strategia prettamente difensiva sul fronte ovest. Gli Alleati erano ora pronti a sferrare un'imponente offensiva nella regione della Renania-Palatinato, volta a sfondare le difese tedesche di frontiera della "Linea Sigfrido" e a portare gli eserciti occidentali sulle rive del Reno, l'ultimo ostacolo naturale significativo che sbarrava loro l'accesso al cuore della Germania.
Per quanto la cosa fosse oggetto di discussioni in seno agli alti comandi anglo-statunitensi, il comandante supremo delle forze degli Alleati occidentali generale Dwight D. Eisenhower aveva impostato l'imminente offensiva sulla strategia del "fronte ampio": invece di concentrare tutto il peso dell'attacco in un punto preciso, i tre gruppi d'armate alleati sottoposti alla direzione strategica di Eisenhower sarebbero avanzati in maniera coordinata lungo l'intera estensione del fronte, sferrando uno dopo l'altro una serie di offensive in successione; nessun attraversamento del Reno sarebbe stato tentato fino a che tutti e tre i gruppi d'armate non si fossero portati sulle rive occidentali del fiume. Questa decisione rispondeva sia a esigenze di carattere militare (disperdere le risorse tedesche lungo l'intera estensione del fronte e impedire loro di tamponare un singolo punto di sfondamento) che logistico (garantire meglio l'afflusso di rifornimenti alle singole armate, evitando la crisi negli approvvigionamenti che aveva caratterizzato la fase finale dell'avanzata alleata attraverso la Francia), ma non secondariamente anche a esigenze di carattere politico: il "fronte ampio" garantiva pari importanza strategica a tutti i gruppi d'armate, coinvolgendo nella stessa misura tutte le unità alleate nella lotta finale contro la Germania e mantenendo così intatto l'orgoglio delle singole nazioni.
La prima a muovere nell'ambito di questa vasta offensiva sarebbe stata la più settentrionale delle forze di Eisenhower, il 21st Army Group del generale britannico Bernard Law Montgomery, schierato approssimativamente lungo il tratto meridionale del confine tra Paesi Bassi e Germania da Nimega fino alla zona a nord di Aquisgrana. La posizione occupata dava a Montgomery la possibilità di sferrare un attacco in direzione della regione industriale della Ruhr, zona di importanza vitale per la produzione bellica della Germania; rispetto alle forze del Twelfth United States Army Group del generale Omar Bradley, schierate nel settore centrale del fronte, le unità di Montgomery erano inoltre molto più vicine alle sponde del Reno. Proprio per via della sua vicinanza alla Ruhr, tuttavia, Montgomery si trovava ad affrontare le migliori difese tedesche disponibili in occidente: per quanto le tassative disposizioni di Adolf Hitler vietassero ogni ritirata e cedimento di terreno tedesco la Wehrmacht non poteva sottovalutare la minaccia pendente sui suoi centri di produzione bellica, e il settore dove si sarebbe sviluppato l'attacco di Montgomery era stato quindi rinforzato più che altrove.
I piani per l'offensiva di Montgomery nella Renania settentrionale erano stati preparati da tempo, con la data di avvio fissata inizialmente al 1º gennaio 1945, ma si era dovuto accantonarli dopo che, il 16 dicembre 1944, i tedeschi avevano sferrato il loro contrattacco nelle Ardenne; una volta che, verso la metà di gennaio 1945, le forze di Bradley ebbero respinto i tedeschi dalle Ardenne riportando la linea del fronte alla situazione precedente l'attacco, i preparativi del 21st Army Group avevano potuto riprendere e la data per l'inizio dell'attacco era stata fissata all'8 febbraio. Montgomery progettò di sferrare un attacco a tenaglia per intrappolare e distruggere le forze tedesche e sgombrare così la strada verso il Reno: la branca settentrionale della manovra era rappresentata dalla First Canadian Army del generale Harry Crerar, che muovendo da Nimega avrebbe attaccato in direzione sud-est attraverso la striscia di terra compresa tra il Reno e la Mosa (operazione Veritable). Due giorni dopo l'attacco degli anglo-canadesi di Crerar, sotto il nome in codice di "operazione Grenade" sarebbe partito, 100 chilometri più a sud, l'attacco della branca meridionale della tenaglia, rappresentata dalla Ninth United States Army del generale William Hood Simpson.

## Forze in campo

### Gli statunitensi

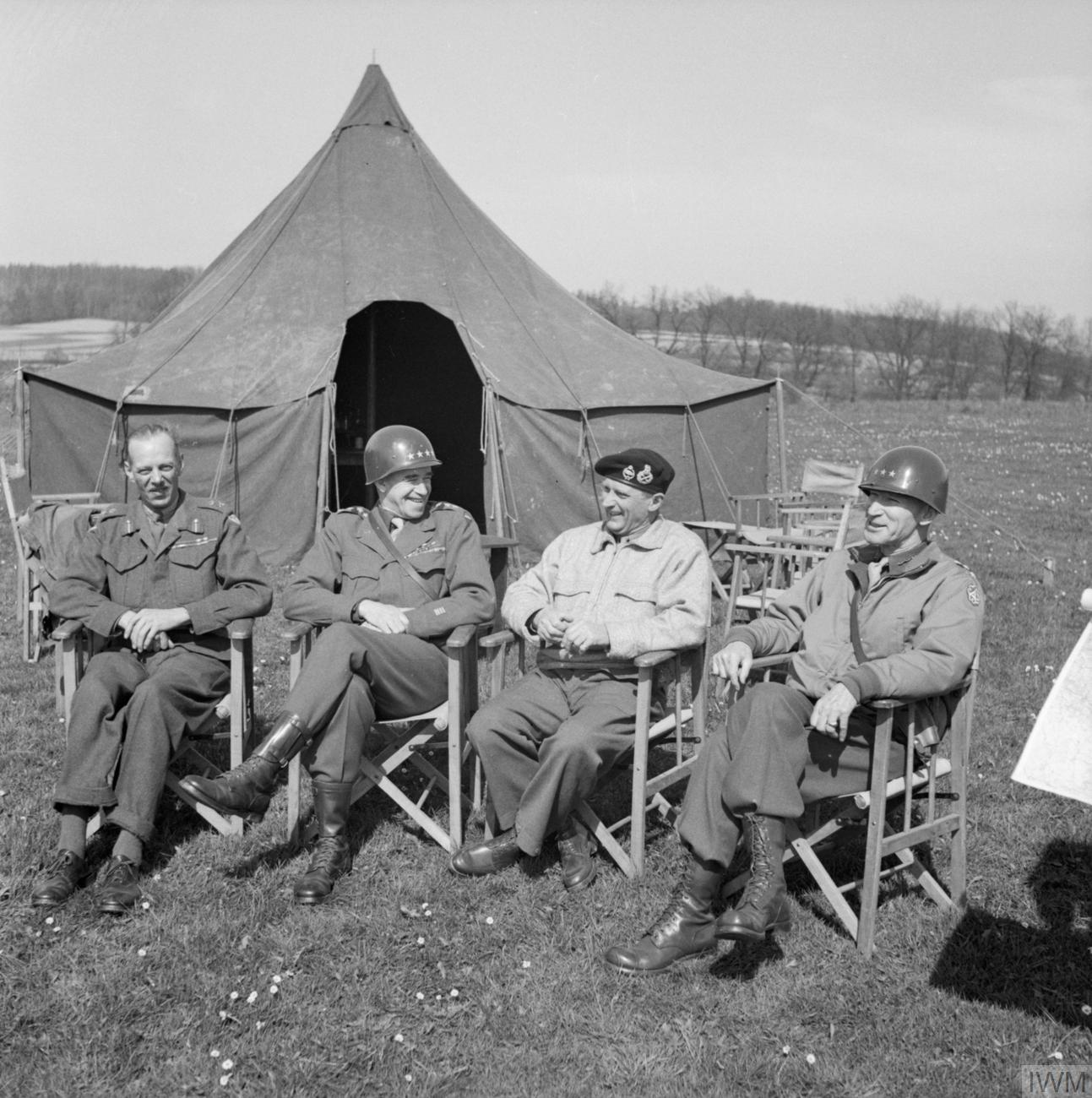
Riunione di alti ufficiali anglo-statunitensi: da sinistra, i generali Dempsey (Second Army britannica), Bradley (Twelfth Army Group), Montgomery (21st Army Group) e Simpson (Ninth Army)

La Ninth Army di Simpson era l'armata alleata più "giovane" a essere entrata in campo sul fronte occidentale, essendo stata attivata solo il 5 settembre 1944. Per quanto il quartier generale dell'armata si fosse fatto la reputazione di unità dalle prestazioni costanti e a regola d'arte, la sua esperienza bellica diretta era stata sino a quel momento relativamente modesta: la Ninth Army aveva coordinato le operazioni finali per la liberazione della Bretagna, in particolare con riferimento alla presa dell'importante porto di Brest, per poi essere portata in linea sul fronte principale nella zona di Maastricht fungendo da elemento di giunzione tra le forze di Montgomery a nord e quelle di Bradley a sud; le forze di Simpson avevano quindi preso parte agli scontri della campagna della Linea Sigfrido, anche se in un ruolo secondario. Durante l'offensiva delle Ardenne l'armata era stata posta in posizione difensiva, privandosi di alcune unità ed estendendo il fronte presidiato al fine di liberare truppe per rinforzare la confinante First United States Army più a sud, investita in pieno dall'attacco tedesco; alla fine di gennaio la Ninth Army teneva con una forza di cinque divisioni divise in due comandi di corpo d'armata un fronte lungo circa 64 chilometri da Monschau a sud fino a Linnich più a nord, che per gran parte seguiva il corso del fiume Roer.
La Ninth Army era stata originariamente parte, come il resto delle forze statunitensi, del gruppo d'armate di Bradley, ma durante le operazioni nelle Ardenne era passata sotto la direzione strategica del 21st Army Group di Montgomery: una situazione politicamente spinosa, visto che Bradley e Montgomery avversavano la strategia del fronte unito di Eisenhower e rivendicavano ciascuno per il suo gruppo d'armate il ruolo di asse principale dell'avanzata alleata alla volta della Germania, con conseguente preminenza nell'assegnazione di truppe e risorse. Eisenhower era infine riuscito a risolvere la situazione con un compromesso: la Ninth Army sarebbe rimasta sotto Montgomery anche durante le operazioni in Renania, ma una volta che gli eserciti alleati avessero passato il Reno sarebbe tornata sotto la direzione di Bradley.

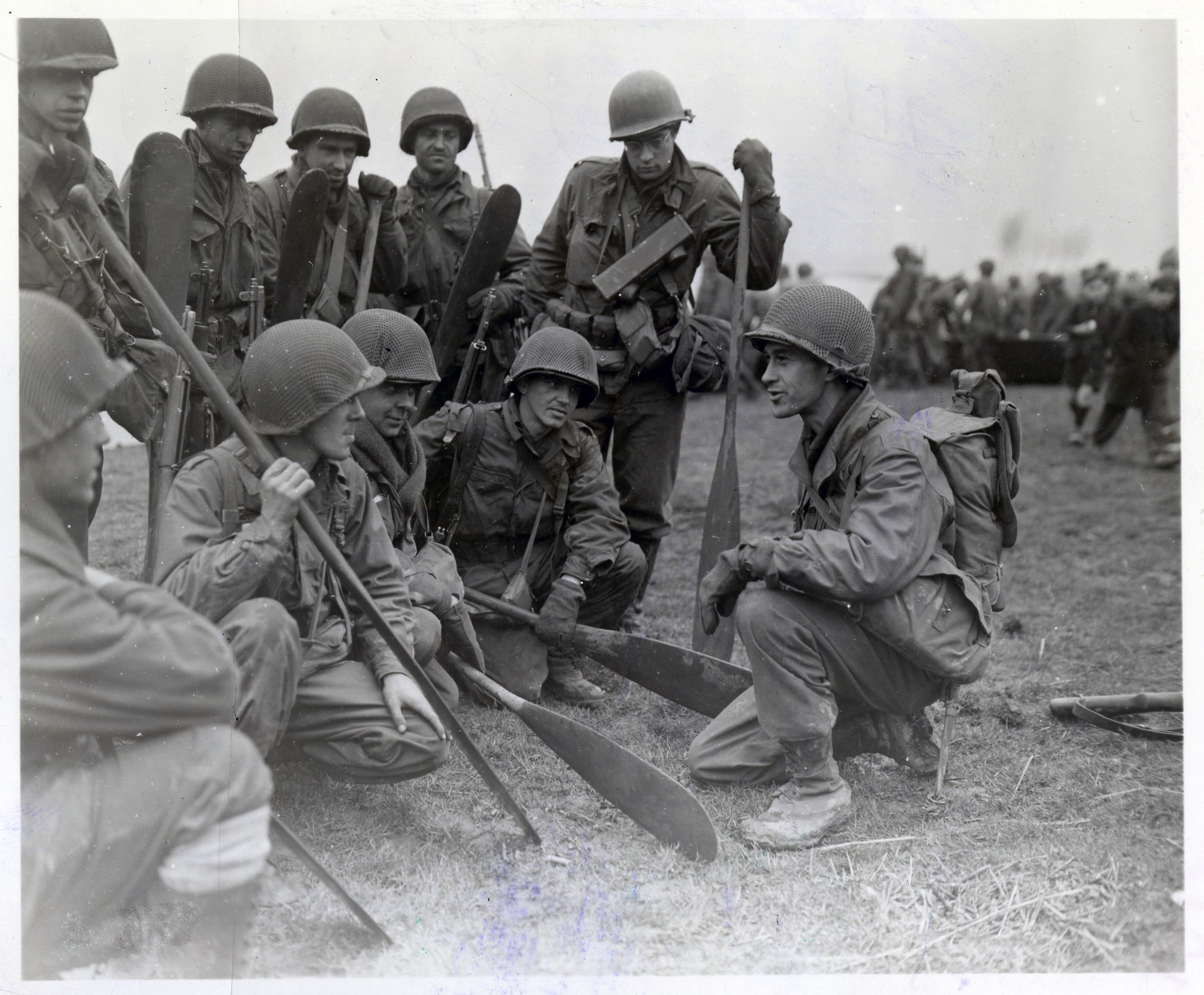
Fanti della 35th Division ricevono addestramento teorico alla manovra delle barche d'assalto nel febbraio 1945

In vista dell'operazione Grenade l'organico della Ninth Army venne rinforzato e il suo fronte di competenza ridotto a circa 50 chilometri tramite la modifica dei confini con le armate vicine: a sud la First Army era subentrata nel presidio del fronte davanti Monschau, spostando il confine meridionale della Ninth Army all'altezza della cittadina di Jülich; più a nord invece l'area di competenza di Simpson era stata estesa fino alla città di Roermond e al punto di congiunzione del Roer con il fiume Mosa, rilevando dalla zona la Second Army britannica che Montgomery intendeva tenere in riserva in vista della successiva fase della campagna, l'attraversamento del Reno. L'organico delle forze di Simpson era quindi salito a dieci divisioni divise in tre comandi di corpo d'armata: l'ala meridionale dell'armata era composta dal XIX Corps del generale Raymond S. McLain, il quale era schierato lungo il Roer davanti Jülich con la 29th Infantry Division sulla sinistra e la 30th Infantry Division sulla destra; la 83rd Infantry Division e i carri armati della 2nd Armored Division erano posti più indietro, pronti a sfruttare gli sfondamenti operati dalle altre due divisioni. La parte centrale del fronte della Ninth Army era occupata dal XIII Corps del generale Alvan Cullom Gillem Jr., il quale era schierato sui due lati della città di Linnich con la 84th Infantry Division sulla sinistra e con la 102nd Infantry Division sulla destra; la 5th Armored Division era pronta in riserva a sfruttare lo sfondamento iniziale. La parte settentrionale della linea era infine occupata dal XVI Corps del generale John B. Anderson, formazione di recente costituzione che schierava lungo il fiume la 35th e la 79th Infantry Division, con i corazzati della 8th Armored Division in riserva alle spalle.
All'operazione Grenade avrebbe partecipato anche il più settentrionale dei corpi d'armata della First United States Army, al fine di proteggere il fianco meridionale della Ninth Army da contrattacchi tedeschi: il VII Corps del generale Joseph Collins era schierato all'altezza di Düren lungo il basso corso del Roer con la 104th e la 8th Infantry Division, mentre la 99th Infantry Division e la 3rd Armored Division attendevano in riserva nelle retrovie. Con l'aggiunta della 95th Infantry Division, schierata nelle retrovie della Ninth Army come riserva generale, Simpson metteva in campo per l'operazione Grenade una forza complessiva di più di 303 000 uomini, cui si aggiungevano gli ulteriori 75 000 uomini del VII Corps di Collins. Il supporto di fuoco sarebbe venuto da 130 battaglioni d'artiglieria con circa 2 000 cannoni campali e anticarro, mentre le forze corazzate coinvolte nell'operazione radunavano complessivamente quasi 1 400 carri armati; circa due terzi di questi ultimi erano però modelli superati, come le versioni del carro M4 Sherman dotate del cannone da 75 mm. Il supporto aereo all'operazione sarebbe stato fornito dal XXIX Tactical Air Command dell'USAAF al comando del generale Richard E. Nugent, forte di un gruppo di aerei da ricognizione e di cinque gruppi di cacciabombardieri con 375 apparecchi.

### I tedeschi

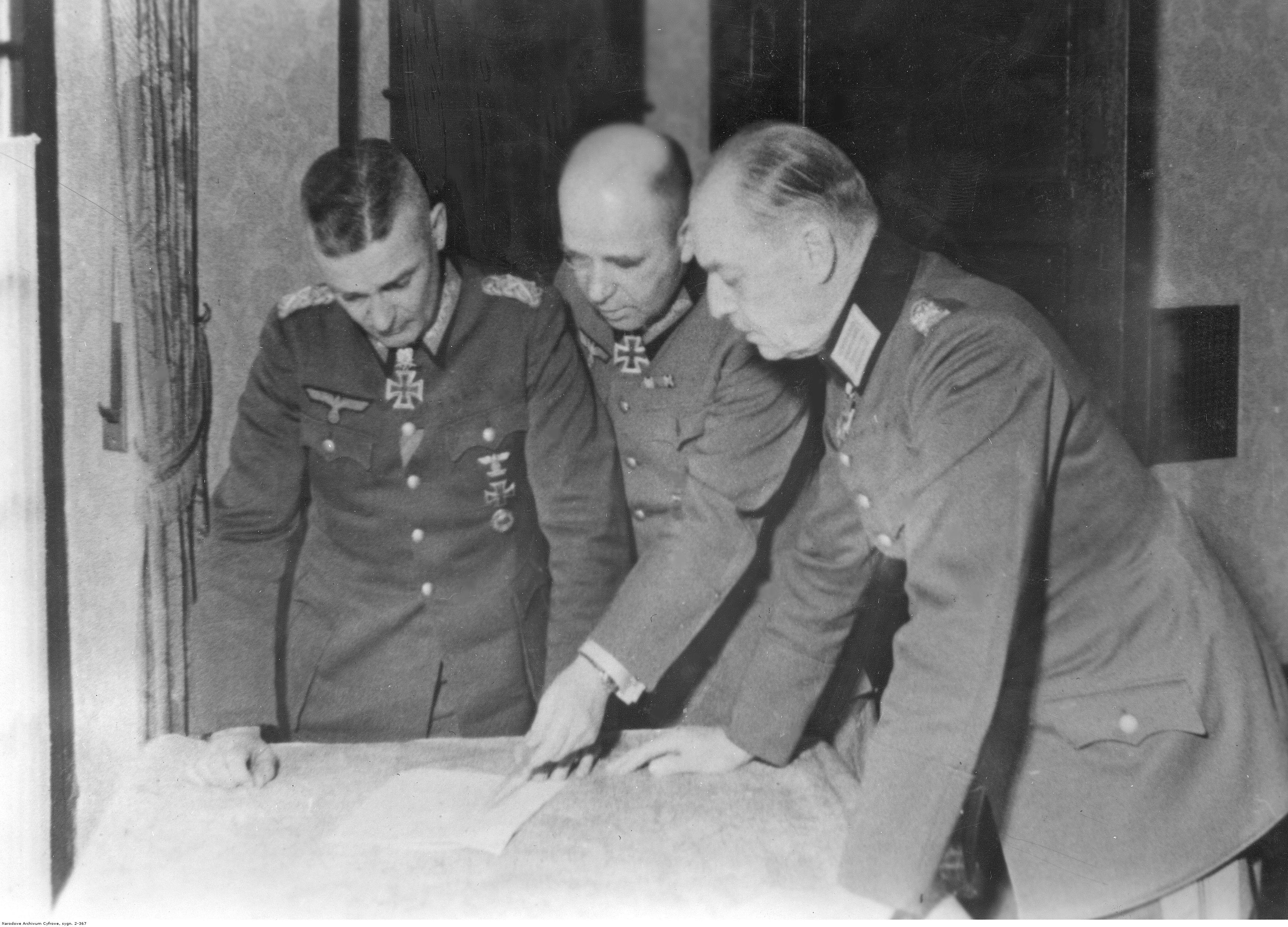
Riunione di alti ufficiali tedeschi: da sinistra, Model (Heeresgruppe B), Krebs (comandante dell'Esercito) e von Rundsted (comandante supremo a ovest)

Nel gennaio 1945 la Wehrmacht tedesca era ormai una forza sull'orlo del collasso: la grande fiammata dell'offensiva delle Ardenne aveva consumato le risorse delle forze schierate a occidente, e il costante drenaggio di uomini e mezzi imposto dai vasti e feroci scontri che avevano luogo sul fronte orientale non consentiva di ripianare le perdite. Molte divisioni tedesche erano state ristrutturate su una pianta organica più ridotta rispetto allo standard degli altri eserciti, con due reggimenti di fanteria invece che tre, ciascuno su due battaglioni invece che tre; anche in questo modo, tutte le unità tedesche erano gravemente a corto di uomini: i nuovi rimpiazzi erano racimolati qui e là, includendo reclute normalmente troppo giovani o troppo anziane per prestare servizio militare, oppure affette da problemi fisici o ancora arruolate a forza tra i prigionieri di guerra sovietici. L'equipaggiamento era generalmente in cattive condizioni, mentre la consegna degli approvvigionamenti avveniva in maniera intermittente e in quantità sempre inadeguate; il morale era generalmente basso, per quanto varie formazioni fossero indottrinate a livelli molto elevati di fanatismo, cosa che le rendeva molto ostinate in fase di difesa. Le armi, l'artiglieria e i carri armati dei tedeschi erano di livello qualitativo piuttosto elevato, anche superiore in vari campi a quello degli statunitensi, ma disponibili in quantitativi decisamente ridotti; la generale carenza di carburante e piloti addestrati aveva portato a una sostanziale scomparsa dalle operazioni delle forze aeree tedesche, con la Luftwaffe ridotta a tentare solo qualche puntata tipo mordi-e-fuggi.

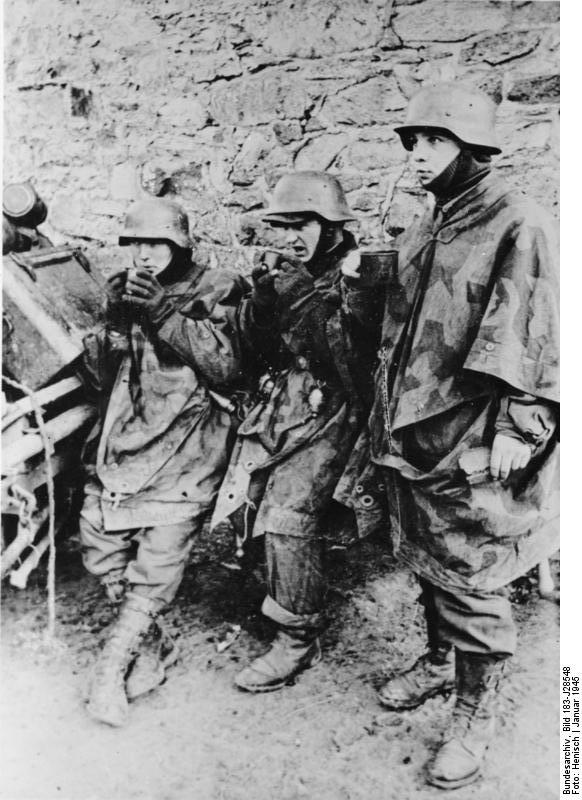
Un gruppo di fanti tedeschi nelle retrovie del fronte renano nel gennaio 1945

La zona verso cui si sarebbe abbattuta l'operazione Grenade costituiva il punto di giunzione tra due gruppi d'armate tedeschi: a nord l'Heeresgruppe H del generale Johannes Blaskowitz, schierato nei Paesi Bassi meridionali e intento a subire tutto il peso dell'offensiva delle forze anglo-canadesi di Montgomery, e a sud l'Heeresgruppe B del feldmaresciallo Walter Model, posizionato in Renania e impegnato a contrastare l'avanzata delle forze di Bradley attraverso le Ardenne. Subordinata al comando di Model, la 15. Armee del generale Gustav-Adolf von Zangen difendeva la linea del fiume Roer con una forza di tre corpi d'armata, dispersi su un fronte di più di 80 chilometri; il comandante in capo delle forze tedesche in occidente (Oberbefehlshaber West o OB West), feldmaresciallo Gerd von Rundstedt, aveva progettato di scambiare la posizione della 15. Armee con quella dell'armata schierata più a sud, la 5. Panzerarmee del generale Hasso von Manteuffel, meglio equipaggiata e addestrata per la guerra meccanizzata nelle vaste pianure alle spalle del Roer: l'offensiva statunitense colpì però prima che la manovra potesse essere attuata.
Ricostruire l'esatto ordine di battaglia dell'esercito tedesco sul fronte occidentale nel 1945 è estremamente difficile: molte formazioni indicate come "divisioni" erano piuttosto gruppi da combattimento variamente organizzati, e venivano spostate con estrema frequenza da un settore sotto attacco all'altro con breve preavviso, variando costantemente la loro assegnazione a questo o quest'altro corpo d'armata. Il più settentrionale dei corpi d'armata di von Zangen era il XII SS-Armeekorps del generale Peter Eduard Crasemann, forte della 176. e della 183. Infanterie-Division schierate da Roermond alla zona a nord di Linnich; il settore centrale della 15. Armee era affidato al LXXXI. Armeekorps del generale Friedrich Köchling, con la 59. Infanterie-Division e la 363. Volksgrenadier-Division schierate tra Linnich e Jülich. Il settore meridionale del fronte, nella zona attorno a Düren, era affidato al LVIII Panzerkorps del generale Walter Krüger: nei piani tedeschi il corpo doveva essere ritirato in riserva nelle retrovie e ricostruito come forza corazzata, ma la carenza di truppe obbligò invece a tenerlo sulla linea del fronte con assegnate delle unità di fanteria, nello specifico la 12. Volksgrenadier-Division, la 353. Volksgrenadier-Division e la 85. Infanterie-Division. La 15. Armee non aveva alcuna riserva mobile con cui tamponare eventuali sfondamenti delle sue linee, e l'intero Heeresgruppe B di Model aveva solo due divisioni corazzate schierate nelle retrovie come riserva generale per l'intero gruppo d'armate: la 9. Panzer-Division, in posizione a est di Jülich dietro il corso del fiume Erft, e la 11. Panzer-Division, in fase di riorganizzazione nei dintorni di Mönchengladbach dopo le perdite subite negli scontri con gli statunitensi nella Saarland; nessuna di queste divisioni era a ranghi completi, e l'intero Heeresgruppe B metteva assieme appena 276 tra carri armati e cannoni d'assalto lungo tutto il suo fronte.
Nel suo settore la Ninth Army era già riuscita a penetrare le fortificazioni della Linea Sigfrido, ma impiegando migliaia di lavoratori forzati stranieri i tedeschi avevano realizzato altre tre linee difensive campali nel settore minacciato da Simpson: la prima correva lungo la sponda orientale del Roer mentre le altre due si trovavano rispettivamente a circa nove e 17 chilometri dietro al fiume, con l'ultima ancorata alla sponda orientale del fiume Erft. Queste linee difensive si componevano principalmente di trinceramenti tracciati a dente di sega nelle campagne tra i villaggi della zona, con questi ultimi trasformati in capisaldi difensivi; ostacoli anticarro e pezzi d'artiglieria d'appoggio erano disposti irregolarmente tra le linee, mentre alcuni campi minati e reticolati di filo spinato erano stati posti a macchia di leopardo lungo la sponda del Roer. Le fortificazioni erano ben progettate e realizzate, ma in generale i tedeschi avevano troppi pochi uomini per difenderle adeguatamente nella loro interezza: poco prima dell'inizio dell'offensiva della Ninth Army, i servizi di intelligence alleati stimavano la consistenza delle forze tedesche schierate lungo il Roer in 30 000 uomini supportati da 85 cannoni d'assalto e 30 battaglioni di artiglieria, con scarse riserve nelle retrovie visto che molte unità erano state inviate in battaglia per contenere gli attacchi dell'armata anglo-canadese di Crerar più a nord. Questo dava agli statunitensi una superiorità numerica di cinque a uno nei settori prescelti per l'attacco.

## Piani e preparativi

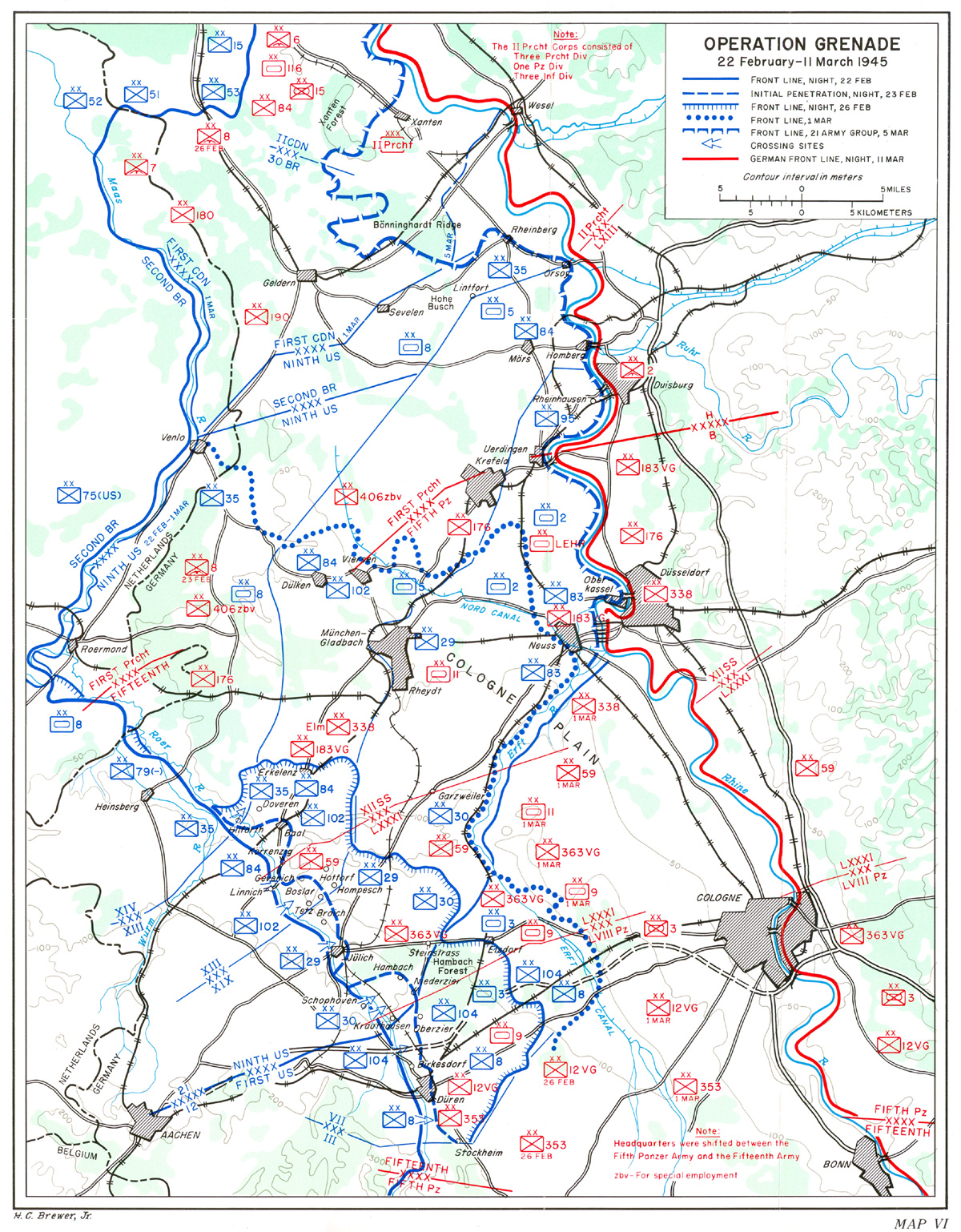
Carta generale dell'operazione Grenade dal 22 febbraio all'11 marzo 1945, con indicata la posizione delle unità alleate (in blu) e tedesche (in rosso)

Il piano di Simpson per l'operazione Grenade prevedeva, come prima fase, di passare il Roer con due dei tre corpi d'armata della Ninth Army: il XIX Corps di McLain a sud avrebbe stabilito una testa di ponte nella zona di Jülich, mentre il XIII Corps di Gillem al centro avrebbe passato il fiume nel settore di Linnich. Il XVI Corps di Anderson a nord sarebbe inizialmente rimasto sulla riva occidentale del Roer, con il compito di eliminare alcune piccole teste di ponte che i tedeschi conservavano nella zona e di simulare un attraversamento del fiume nei pressi di Heinsberg per sviare il nemico; una volta che il XIII Corps di Gillem avesse sgombrato la riva orientale del Roer, il XVI Corps avrebbe a sua volta passato il fiume per unirsi all'avanzata generale. Al fine di proteggere il fianco esposto del XIX Corps e dell'intera Ninth Army, anche il VII Corps di Collins avrebbe passato d'assalto il Roer stabilendo una testa di ponte a Düren.
Una volta attestatosi sulla sponda orientale del Roer, Simpson avrebbe lanciato un'avanzata generale attraverso la vasta pianura che divideva il fiume dal Reno. Il VII Corps avrebbe consolidato l'ala destra dello schieramento statunitense ripulendo dal nemico l'area della foresta di Hambach (Hambacher Wald), per poi raggiungere il corso del fiume Erft nei pressi di Elsdorf. All'ala sinistra, il XVI Corps doveva procedere verso nord, sgombrare dal nemico Heinsberg e Roermond per aprire una nuova rotta di rifornimento e quindi continuare verso settentrione per ricongiungersi agli anglo-canadesi di Crerar e prendere alle spalle la 1. Fallschirm-Armee che li fronteggiava. Al centro il XIX Corps doveva prendere il nodo stradale di Erkelenz, per poi muovere verso nord-est con il XIII Corps alla sua destra per avviluppare dai due lati il vasto abitato di Mönchengladbach; una volta presa la città, i due corpi sarebbero avanzati verso est alla volta del Reno.
L'inizio di Grenade venne fissato al 10 febbraio 1945, due giorni dopo il lancio dell'offensiva da parte della First Canadian Army di Crerar; un notevole contrattempo fece tuttavia slittare la data fissata per l'operazione. Molto a monte del settore della Ninth Army di Simpson, il fiume Roer attraversava un sistema di sette grosse dighe dando origine a un bacino artificiale pieno di circa 111 milioni di metri cubi d'acqua; nessun attraversamento del Roer era militarmente possibile finché queste dighe non fossero cadute in mano agli Alleati: se i tedeschi avessero fatto saltare gli sbarramenti mentre la Ninth Army attraversava, l'onda di piena avrebbe travolto qualunque ponte gettato sul Roer e creato una vasta area allagata nel bacino del fiume, isolando i reparti statunitensi approdati sulla riva orientale e lasciandoli esposti a un sicuro annientamento. Il problema delle dighe del Roer era stato posto al comando alleato sin da quando la Ninth Army di Simpson si era affacciata sul fiume per la prima volta nel novembre 1944, ma non aveva trovato soluzione. I bombardieri pesanti della Royal Air Force avevano tentato di distruggere le dighe dall'aria, ma erano riusciti solo a infliggere danni superficiali; le dighe del Roer si trovavano nel settore della First United States Army, e nell'ambito della più vasta operazione Queen iniziata il 16 novembre il V Corps ricevette l'ordine di conquistarle: muovendo attraverso un difficile terreno montuoso e densamente boscoso, i reparti statunitensi mossi all'attacco il 13 dicembre impattarono contro i bunker della Linea Sigfrido, e dopo quattro giorni di difficili combattimenti si ritrovarono completamente bloccati. Il 16 dicembre i tedeschi iniziarono la loro grande offensiva nelle Ardenne, e la First Army accantonò quindi ogni ulteriore progetto circa le dighe del Roer.
Solo il 30 gennaio 1945 il V Corps fu pronto a riprendere gli attacchi alle dighe: la 9th Infantry Division riuscì a conquistare la diga di Erf intatta, ma l'inesperta 78th Infantry Division si ritrovò ancora una volta bloccata dal terreno montuoso e dalle fortificazioni tedesche mentre tentava di muovere sulla diga di Schwammenauel, la più grande del complesso. Iniziato il 5 febbraio, l'attacco della 78th Division era ancora in stallo quando, tre giorni più tardi, Montgomery diede avvio alla sua offensiva; il comandante del V Corps generale Clarence R. Huebner ricevette forti pressioni per aumentare il ritmo dell'avanzata e prendere la diga in tempo per l'avvio dell'operazione Grenade, ma anche con l'inserimento in linea di unità della veterana 9th Division i progressi degli statunitensi verso Schwammenauel furono lenti. Solo nelle prime ore del 10 febbraio i reparti della 78th Division riuscirono ad assicurarsi il controllo di Schwammenauel; la diga in sé fu catturata intatta, ma prima di ritirarsi i tedeschi avevano distrutto i macchinari e fatto saltare le valvole di scarico, causando un flusso d'acqua costante e potente che garantiva un innalzamento progressivo del fiume e un allagamento duraturo di tutto il tratto più a valle. Fino a che il bacino di Schwammenauel non si fosse svuotato, l'attraversamento del Roer da parte della Ninth Army doveva essere rimandato; i genieri statunitensi calcolarono che solo al 25 febbraio il bacino si sarebbe svuotato e il fiume tornato nel suo alveo naturale, ma Simpson decise di fissare la data per l'attraversamento al 23 febbraio, decidendo di rischiare con la corrente ancora forte del fiume pur di cogliere di sorpresa i tedeschi.

## L'operazione

### L'attraversamento del Roer

#### Settore del XIII Corps

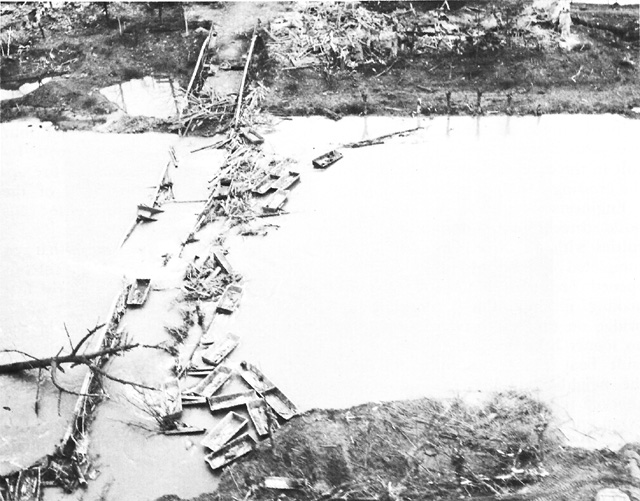
Barche d'assalto statunitensi abbandonate e trascinate via dalla corrente del Roer nella zona di Linnich

Gli ultimi preparativi per il lancio dell'operazione Grenade furono portati a termine nelle ultime ore del 22 febbraio; gli occasionali ricognitori della Luftwaffe non furono in grado di cogliere questi preparativi, e del resto l'attenzione del comando dell'Heeresgruppe B era tutta concentrata molto più a sud del Roer sull'offensiva della Third United States Army in direzione di Treviri. Alle 02:45 del 23 febbraio, i 2 000 cannoni schierati in appoggio dell'offensiva aprirono simultaneamente il fuoco sulle postazioni tedesche rilevate o presunte lungo il Roer, cannoneggiandole violentemente per 45 minuti; al termine, i cannoni alleati allungarono il tiro verso le retrovie, e la fanteria di sei divisioni statunitensi scese lungo la riva del fiume alle 03:30 trascinandosi dietro le imbarcazioni d'assalto.
La formazione statunitense che attraversò il fiume più a nord di tutte fu la 84th Division: il corso del Roer nel suo settore era ancora piuttosto gonfio per via delle inondazioni, ma si restringeva proprio davanti all'abitato di Linnich nei pressi di un ponte stradale distrutto e il 1st Battalion del 334th Infantry Regiment fu in grado di attraversare qui pagaiando a bordo di imbarcazioni d'assalto da 15 uomini l'una; la prima ondata approdò con poche perdite, ma le successive furono accolte da un pesante fuoco nemico a mano a mano che i tedeschi emergevano dai bunker in cui si erano rifugiati durante il bombardamento preliminare. Molte imbarcazioni furono messe fuori uso, o vennero trascinate via dalla forte corrente una volta che gli uomini furono sbarcati, mentre i genieri ebbero difficoltà a lanciare le passerelle per la fanteria: una non poté essere ancorata alla riva opposta a causa del fuoco nemico, un'altra fu centrata in pieno da un colpo di mortaio poco prima che venisse completata e una terza fu demolita da imbarcazioni alla deriva che arrivavano dai punti di attraversamento della divisione più a monte. Il battaglione della seconda ondata, il 3rd Battalion del 334th Regiment, poté iniziare l'attraversamento solo alle 06:45 impiegando come navette le poche imbarcazioni disponibili; i genieri riuscirono infine a completare una passerella per la fanteria nonché, alle 17:30, un ponte per i veicoli leggeri, anche se un ponte per i mezzi pesanti completato tre ore più tardi dovette essere chiuso quasi subito perché mitragliato e danneggiato da un cacciabombardiere tedesco. Solo dopo quattro ore i genieri poterono riaprirlo, e come conseguenza i reparti dell'84th Division sulla riva orientale dovettero combattere per tutto il primo giorno senza il supporto dei mezzi corazzati.
Più a sud della 84th Division, la 102nd Division disponeva di un settore di attraversamento più favorevole e poté passare il Roer con due reggimenti simultaneamente, il 407th e il 405th Infantry Regiment; l'attraversamento fu preceduto dal lancio di una cortina fumogena verso un altro sito per sviare l'attenzione del nemico, nonché da un colpo di mano di una pattuglia che passò il fiume mezz'ora prima del grosso delle truppe per mettere a tacere quattro nidi di mitragliatrici tedesche che minacciavano i punti di sbarco. Come nel settore dell'84th Division, i due battaglioni della prima ondata passarono il fiume con poche perdite, ma la forte corrente trascinò via molte imbarcazioni rallentando l'arrivo dei battaglioni della seconda ondata. Il tiro dell'artiglieria tedesca ostacolò anche qui l'allestimento dei punti di passaggio: le prime passerelle si dimostrarono inutilizzabili a causa del fuoco nemico, mentre i primi ponti per il traffico veicolare, aperti intorno alle 12:00, dovettero essere quasi subito chiusi dopo essere stati colpiti da proiettili d'artiglieria e da una fortunata incursione di tre cacciabombardieri tedeschi; solo intorno alla mezzanotte i ponti furono riaperti e i mezzi pesanti iniziarono a passare sulla riva opposta in gran numero.
Benché fosse fondamentalmente isolato dal resto dell'84th Division, il 1st Battalion del 334th Regiment riuscì a consolidare la posizione impossessandosi del villaggio di Koerrenzig alle 06:10, dopo aver preso di sorpresa i difensori tedeschi della 59. Infanterie-Division; il battaglione piegò quindi a settentrione per sgombrare i punti di passaggio per il XVI Corps statunitense, entrando in contatto con le difese della 183. Infanterie-Division tedesca schierata più a nord. Nel frattempo, il 3rd Battalion aveva completato l'attraversamento alle 10:35, iniziando quindi a sgomberare le sacche di resistenza tedesche lasciate indietro dall'avanzata del 1st Battalion; alle 14:50 tutto il 334th Regiment era riuscito a portarsi sulla riva orientale. In dodici ore di scontri gli statunitensi si intagliarono una testa di ponte lunga 3,6 chilometri e profonda 900 metri, cogliendo di sorpresa la 59. Division che si aspettava una spinta in direzione est alla volta del Reno piuttosto che verso nord lungo la valle del Roer. Il 3rd Battalion continuò quindi l'avanzata in direzione dell'obiettivo successivo, il villaggio di Baal; lungo la strada gli statunitensi incapparono in un contrattacco tedesco, portato da un battaglione della 183. Division con il supporto di alcuni mezzi corazzati: l'artiglieria e i cacciabombardieri statunitensi volsero ben presto in fuga i tedeschi, e alle 21:15 Baal era in mano al 3rd Battalion. Intorno alla mezzanotte del 24 febbraio tre battaglioni tedeschi sotto organico tentarono un nuovo contrattacco, ma furono respinti all'alba dopo vari scontri intorno al perimetro di Baal.
Nel settore della 102nd Division, il 407th Regiment prese con facilità il villaggio di Gavenich facendo prigionieri 160 tedeschi, mentre più a sud il 405th Regiment conquistò il villaggio di Tetz. I ritardi nell'allestimento dei punti di attraversamento rallentarono l'ulteriore progressione dei reparti del 405th Regiment, che al calare del buio si erano spinti fino al villaggio di Boslar, tre chilometri a est del Roer; la divisione riuscì comunque a portare sulla sponda orientale anche il suo terzo reggimento, il 406th Infantry Regiment, subito schierato al centro della linea giusto in tempo per fronteggiare un grosso contrattacco tedesco. Il comandante del LXXXI. Armeekorps, generale Köchling, era riuscito a radunare una forza composita formata da un battaglione di fanteria tratto sia dalla 59. Division che dalla 363. Volksgrenadier-Division, rinforzati dai resti di due battaglioni di carri armati e di una brigata sotto organico di cannoni d'assalto; questa forza fu quindi inviata ad attaccare le postazioni statunitensi a Boslar e Tetz poco prima delle 21:00. Seguirono per diverse ore combattimenti notturni molto pesanti e spesso confusi, in particolare nei dintorni e poi dentro l'abitato di Boslar dove i tedeschi riuscirono a penetrare: privi di armi pesanti, gli statunitensi dovettero affrontare i carri armati nemici da distanza ravvicinata con i bazooka, ma grazie al supporto dell'artiglieria che sparava dalla riva opposta del Roer riuscirono infine a respingere i tedeschi da Boslar all'alba del 24 febbraio.

#### Settore del XIX Corps

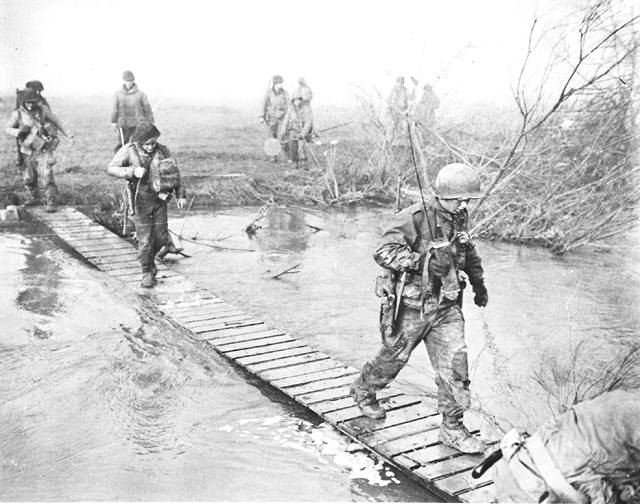
Truppe della 30th Division statunitense attraversano il fiume Roer su una passerella durante i primi giorni dell'operazione

Tre chilometri più a sud della 102th Division, la 29th Division attraversò il Roer sui due lati dell'abitato di Jülich. Il 115th Infantry Regiment passò a nord della cittadina, ma qui il fiume era così ampio che non era possibile lanciare ponti: la prima ondata mosse quindi all'assalto con imbarcazioni a remi e veicoli anfibi cingolati LVT, mentre le ondate successive dovettero attendere l'apertura di un ponte nel settore del reggimento più a sud, il 175th Infantry Regiment. Quest'ultimo, all'opposto, doveva affrontare un corso del fiume più ristretto, ma dalle sponde troppo alte e ripide perché gli uomini potessero scalarle: due pattuglie passarono quindi il fiume con imbarcazioni circa un'ora prima che il bombardamento preliminare avesse inizio, stabilendo una piccola testa di ponte per permettere ai genieri di allestire una passerella per la fanteria. Questa fu completata poco prima che il bombardamento cessasse, e la fanteria poté quindi attraversare il fiume di corsa; nel giro di un'ora altre due passerelle erano state gettate sopra il Roer. Pur ostacolato dal fuoco a lunga gittata dell'artiglieria e delle mitragliatrici tedesche, l'allestimento di un ponte per il traffico veicolare poté essere completato sfruttando la copertura offerta dagli edifici di Jülich, e i primi mezzi pesanti passarono sulla riva orientale già nel pomeriggio del primo giorno.
La più meridionale delle divisioni della Third Army, la 30th Division, passò il Roer con due reggimenti affiancati. Nel settore del 119th Infantry Regiment, una pattuglia passò il fiume in maniera occulta un'ora prima dell'inizio dello sbarramento di artiglieria per fare da schermo all'allestimento da parte dei genieri di un ponte di barche; non appena il bombardamento ebbe termine, il ponte era pronto e la fanteria sciamò sulla riva opposta tramite di esso. Il passaggio nel settore del 120th Regiment non andò altrettanto bene: solo la notte prima gli statunitensi si accorsero che la corrente era troppo forte per le imbarcazioni a remi, e i genieri decisero quindi di allestire un traghetto a fune. Due ore prima del bombardamento di apertura una pattuglia riuscì a passare il fiume su dei gommoni, stabilendo una testa di ponte dove ancorare il cavo del traghetto; quest'ultimo fu però più volte tranciato dal fuoco dei mortai tedeschi, e la prima ondata dovette attraversare il fiume a piccoli gruppi a bordo di un pugno di LVT. L'allestimento del traghetto a fune fu ben presto abbandonato, e tutti gli sforzi furono dedicati al lancio di un ponte per il traffico veicolare; quest'ultimo tuttavia non fu pronto che per mezzanotte, e la 30th Division dovette quindi trascorrere tutto il primo giorno senza il supporto dei mezzi pesanti.
Il XIX Corps non dovette sperimentare alcun contrattacco tedesco nel corso del primo giorno: il suo settore di attraversamento era difeso dalla 363. Volksgrenadier-Division, che aveva impiegato praticamente tutte le sue riserve nel contrattacco contro la 102nd Division più a nord. Il 115th Regiment prese senza problemi il villaggio di Broich ma rimase poi qui inchiodato dai nidi di mitragliatrici tedeschi nascosti nelle fattorie circostanti, che solo a notte fonda furono completamente eliminati. Il 175th Regiment ricevette invece il compito di mettere in sicurezza l'abitato di Jülich: snidare i difensori tedeschi dai resti della cittadina, ridotta in macerie dai pesanti bombardamenti, fu un processo lento che richiese tutto il giorno per essere portato a termine. Jülich era dominata da una massiccia cittadella, vecchia di 400 anni ma le cui spesse mura in pietra avevano resistito ai bombardamenti: la postazione fu inizialmente aggirata dagli statunitensi in attesa di ammassare abbastanza carri armati ed esplosivi per assaltarla la mattina dopo, ma i difensori tedeschi la evacuarono senza combattere nel corso della notte. Nel frattempo, la 30th Division consolidò senza troppi problemi la sua testa di ponte, anche se il 120th Regiment subì diverse perdite dopo essere incappato in un grosso campo minato tedesco nei pressi del villaggio di Krauthausen. La divisione continuò a spingere sull'avanzata anche dopo il calare del buio, sfruttando la luce dei proiettori da ricerca ammassati sulla riva occidentale del Roer riflessa dalle nuvole in cielo: i villaggi di Hambach e Niederzier, il pianificato limite dell'avanzata per quel primo giorno, furono catturati senza alcuna perdita visto che i demoralizzati difensori tedeschi si erano dati alla fuga.

#### Settore del VII Corps
Il passaggio del Roer da parte del VII Corps fu la parte più complicata di tutta l'operazione: nel suo settore il fiume scorreva in un letto molto stretto, e la corrente era così forte che l'allestimento di passerelle per la fanteria era impossibile; i punti d'attraversamento si trovavano poi all'ombra dei rilievi dell'altopiano dell'Eifel, da cui l'artiglieria tedesca dominava la zona. La 104th Division attaccò a nord di Düren con due reggimenti affiancati: il 415th Infantry Regiment passò il fiume con pochi problemi, ostacolato solo dalla forte corrente e da un debole fuoco di armi leggere, ma alla sua destra il 413rd Infantry Regiment riuscì a far passare il Roer solo a una compagnia prima che una concentrazione di artiglieria e mitragliatrici tedesche bloccasse ogni tentativo di attraversamento; il resto del 413rd Regiment dovette essere dirottato sul punto di attraversamento del 415th Regiment. Allo spuntare del sole l'artiglieria tedesca bombardò pesantemente i punti di attraversamento, distruggendo i ponti che i genieri stavano cercando di assemblare con la copertura di una cortina fumogena; il fuoco di controbatteria dell'artiglieria statunitense non riuscì a mettere a tacere il tiro tedesco, e a sera nessun punto di attraversamento sicuro era stato stabilito: solo tre cannoni anticarro furono portati sulla riva orientale durante il primo giorno.
L'ultima divisione a passare il Roer d'assalto fu l'8th Division a sud di Düren: con il fianco destro scoperto e in piena vista dell'artiglieria tedesca appostata sui rilievi dell'Eifel, il suo fu l'attraversamento più precario di tutti. Cinque minuti dopo l'inizio dello sbarramento d'artiglieria, il 3rd Battalion del 28th Infantry Regiment passò il fiume con il compito di catturare le alture circostanti il villaggio di Stockheim e interrompere le comunicazioni tedesche con le forze schierate più a sud: l'azione colse completamente di sorpresa i pochi difensori tedeschi e fu un successo, l'unico di quella giornata per l'8th Division. Quando, alle 03:30, il resto del 28th Regiment e il gemello 13th Infantry Regiment sul suo fianco destro tentarono di passare il Roer, tutto andò storto: la corrente del fiume era molto forte e rovesciò diverse imbarcazioni nell'acqua gelata, lasciando gli uomini intirizziti e privi di armi; non appena si fece giorno l'artiglieria tedesca intervenne in forze sui punti di attraversamento, tenendo inchiodate le disorganizzate compagnie che erano riuscite ad approdare sulla riva orientale. La combinazione di fuoco tedesco e forte corrente portò ben presto ad abbandonare ogni progetto di allestire ponti o passerelle nei punti di attraversamento, e i genieri dovettero ripiegare sul realizzare dei traghetti a cavo; solo la mattina del 24 febbraio gli statunitensi riuscirono a lanciare un ponte Bailey sul Roer sfruttando le campate del distrutto ponte stradale di Düren.
Fortunatamente per gli statunitensi, il settore dove il VII Corps attraversò era difeso dalla 12. Volksgrenadier-Division, una divisione logorata che per stessa ammissione dei tedeschi diede una prestazione deludente nel corso della battaglia. A nord di Düren il 415th Regiment raggiunse tutti i suoi obbiettivi per il primo giorno, attestandosi lungo la linea ferroviaria tra Düren e Jülich; alla sua destra, il 413rd Regiment prese il villaggio di Birkesdorf facendo prigioniero un intero battaglione tedesco completo del suo comando, per poi impossessarsi della metà settentrionale dell'abitato di Düren entro sera. Disorganizzata, isolata dalla riva occidentale e martellata dall'artiglieria tedesca, l'8th Division si trovava in una posizione difficile ma i tedeschi non lanciarono alcun contrattacco sulle sue posizioni: il 3rd Battalion del 28th Regiment fu l'unico reparto della divisione ad avvicinarsi agli obiettivi fissati per il primo giorno, raggiungendo il limitare dei boschi che circondavano il villaggio di Stockheim, ma il resto delle unità statunitensi dovette accontentarsi di tenere i pochi lembi di terreno che avevano occupato dopo lo sbarco.

### Il consolidamento della testa di ponte

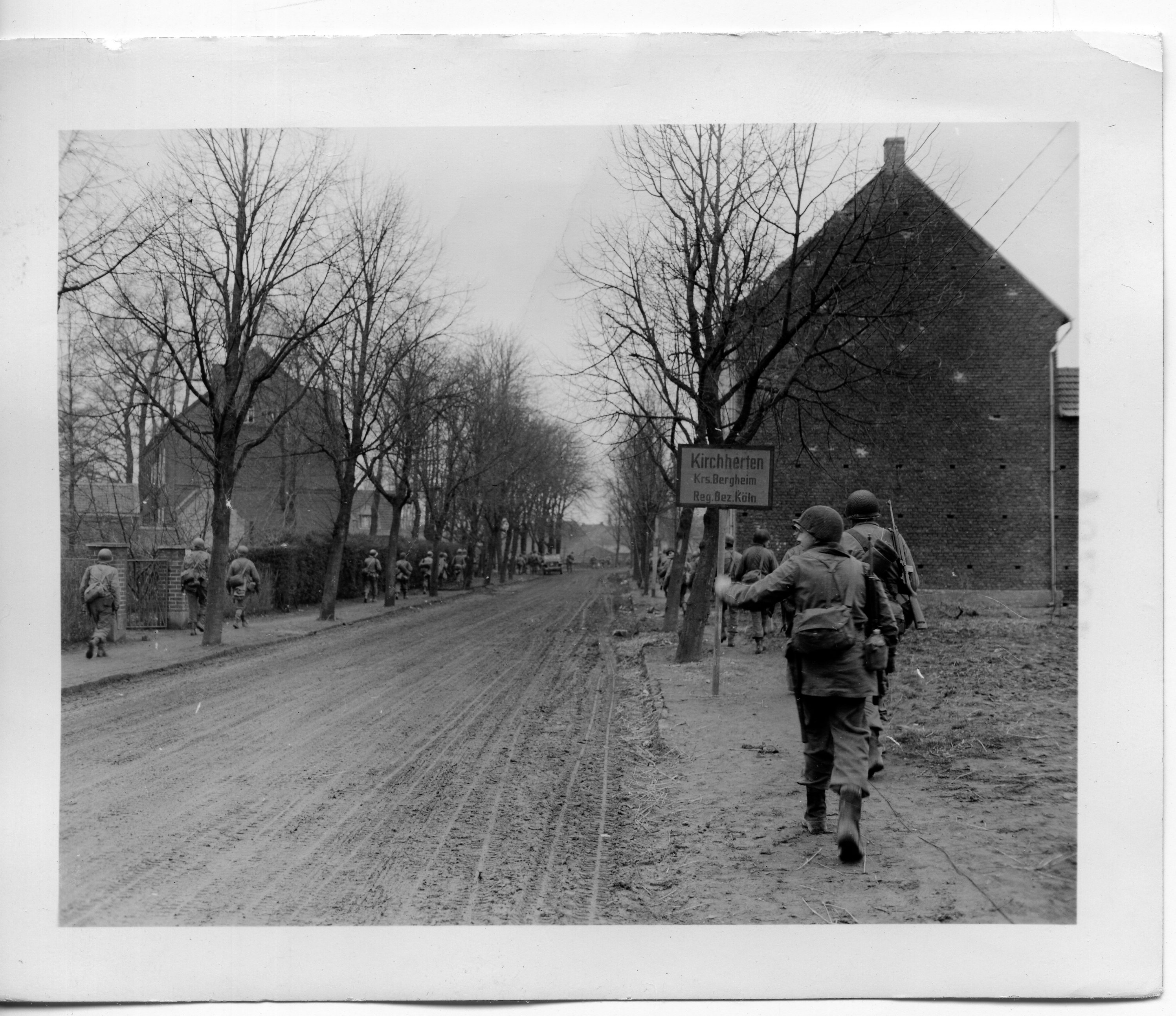
Fanti della 30th Division statunitense avanzano attraverso il villaggio di Kirchherten il 27 febbraio 1945

Benché la situazione nel settore del VII Corps apparisse piuttosto critica, il primo giorno dell'operazione Grenade si poteva considerare un successo statunitense: elementi di otto divisioni erano stati portati oltre il fiume, e le avanzate dell'84th Division a nord e della 30th Division al centro avevano compromesso ormai le difese tedesche poste lungo il fiume; i contrattacchi tedeschi più seri, quelli nel settore della 102nd Division, erano stati completamente respinti. Le perdite riportate dagli statunitensi nel forzamento della linea del Roer furono relativamente leggere: l'intera Ninth Army ebbe nel corso del primo giorno dell'offensiva un totale di 92 morti, 61 dispersi e 913 feriti, mentre il VII Corps riportò perdite proporzionalmente più consistenti pari a 66 morti, 35 dispersi e 280 feriti. Il comando dell'Heeresgruppe B accolse la notizia del forzamento del Roer da parte degli statunitensi con un certo allarme, e il feldmaresciallo Model ordinò di mobilitare subito le riserve corazzate del gruppo d'armate, la 9. e l'11. Panzer-Division: l'intenzione era quella di combinare le due divisioni in un corpo d'armata corazzato al comando dell'esperto generale Fritz Bayerlein, ma l'11. Panzer-Division non aveva ancora completato il trasferimento dalla Saarland e la pressante necessità di rinforzi spinse Model ad assegnare subito la 9. Panzer-Division al comando della 15. Armee. Il comandante di quest'ultima, von Zangen, decise di impiegare i reparti della divisione alla spicciolata a mano a mano che arrivavano per puntellare qui e là la linea del LXXXI. Armeekorps; la mossa fu un errore, perché diluì la forza d'attacco di una formazione già piuttosto ridotta nei ranghi: la 9. Panzer-Division era una divisione solo di nome, visto che al momento schierava appena 29 carri armati e 16 cannoni d'assalto.
Il 24 febbraio vide un progressivo consolidamento delle forze di Simpson a est del Roer, nonostante l'interferenza dell'artiglieria tedesca nei punti dove gli statunitensi stavano allestendo dei ponti; la Luftwaffe lanciò un centinaio di sortite contro gli attraversamenti degli statunitensi, ma ottenne scarsi risultati al prezzo di 18 velivoli abbattuti dal fuoco contraereo. Nel settore del XIX Corps, la 30th Division ampliò le sue posizioni al limitare settentrionale della foresta di Hambach, mentre la 29th Division si limitò a consolidare il suo fronte per mantenere il contatto con l'altra unità; nel mentre, l'83rd Infantry Division fu portata oltre il fiume e schierata alla sinistra della 29th Division. Nel settore del XIII Corps, la 102nd Division fu impegnata in un duro scontro nei pressi del villaggio di Hottorf: il 701st Tank Battalion, arrivato in supporto dei fanti del 405th Regiment, perse dodici carri armati sotto il fuoco dei pezzi controcarro tedeschi e altri otto rimasti bloccati nelle trincee nemiche. L'84th Division continuò nel mentre la spinta verso nord per sgombrare la valle del Roer e i punti di attraversamento per il XVI Corps: l'avanzata fu tuttavia rallentata dalla necessità di eliminare alcune tenaci sacche di resistenza tedesche lasciate indietro, e a sera l'obiettivo di giornata, il villaggio di Doveren, non era ancora caduto completamente in mano agli statunitensi. I combattimenti più duri di quel 24 febbraio si ebbero però nel settore del VII Corps, ancora precariamente insediato sulla sponda orientale del Roer: il 13th Infantry Regiment dell'8th Division fu impegnato per tutta la giornata in pesanti scontri all'interno dell'abitato di Düren, ridotto in macerie, mentre il 28th Regiment non riuscì a conquistare il suo obiettivo di giornata, il villaggio di Stockheim. La 104th Division spinse verso nord per proteggere il fianco destro della Ninth Army e neutralizzare le postazioni di artiglieria tedesche nella foresta di Hambach, che stavano bersagliando la 30th Division più a nord: al 415th Regiment furono tuttavia necessari due attacchi per impossessarsi del suo obiettivo, il villaggio di Oberzier, e a sera gli statunitensi non erano ancora riusciti a inoltrarsi nella foresta che rimaneva in mano ai tedeschi.

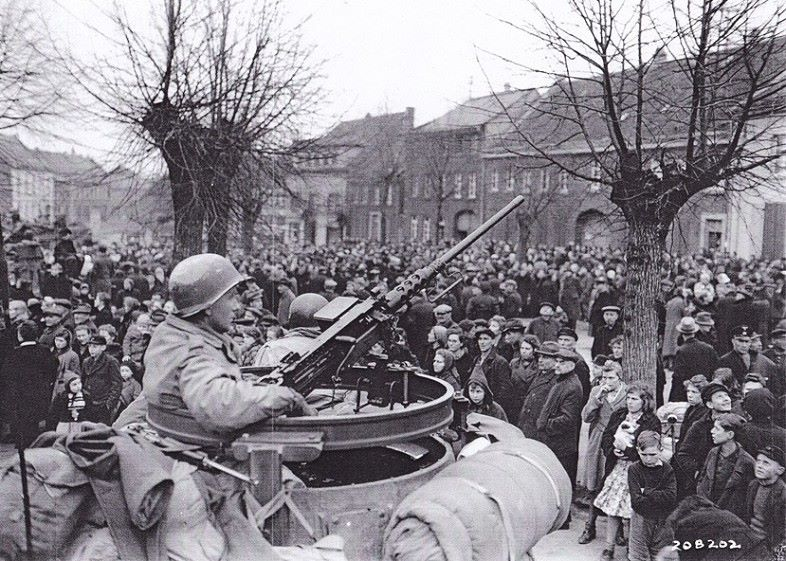
Il mitragliere di un'autoblindo M8 Greyhound della 2nd Armored Division fronteggia una folla di civili tedeschi nella piazza del mercanto di Jüchen il 28 febbraio 1945

Percependo come imminente un crollo della resistenza tedesca, il 25 febbraio Simpson cambiò i suoi piani e ordinò al XVI Corps, ancora schierato sulla riva occidentale del Roer, di attraversare il fiume con le sue forze invece di aspettare che il XIII Corps ripulisse la sponda orientale per lui. Il generale Anderson impiegò la sua 79th Division per compiere una finta più a valle, mentre la 35th Division sferrava la mattina del 26 febbraio un attacco alla testa di ponte di Hilfarth dove i tedeschi mantenevano il controllo di un ponte stradale sopra il Roer ancora intatto: il 134th Infantry Regiment si ritrovò però invischiato in un sanguinoso scontro dentro l'abitato di Hilfarth, trasformato dai tedeschi in una trappola mortale di mine e postazioni di armi automatiche. Il villaggio fu infine conquistato per mezzogiorno con il suo ponte stradale preso intatto, e i mezzi corazzati del XVI Corps iniziarono subito a portarsi sulla riva orientale del Roer. Liberato dall'incombenza di ripulire la bassa valle del Roer per il passaggio del XVI Corps, il XIII Corps poté quindi spingere tanto l'84th quanto la 102nd Division verso il nodo stradale di Erkelenz; la posizione era strategica per l'avanzata nelle pianure alle spalle del Roer, ma per rinforzarla von Zangen aveva solo alcuni elementi della sopraggiunta 338. Infanterie-Division, una decimata formazione evacuata dalla sacca di Colmar in Alsazia e subito spedita a puntellare il fronte in Renania. La superiorità degli statunitensi, rinforzati sul fianco destro da gruppi da combattimento corazzati della 5th Armored Division, era ormai assoluta ed Erkelenz cadde in mano alla 102nd Division la mattina del 26 febbraio.

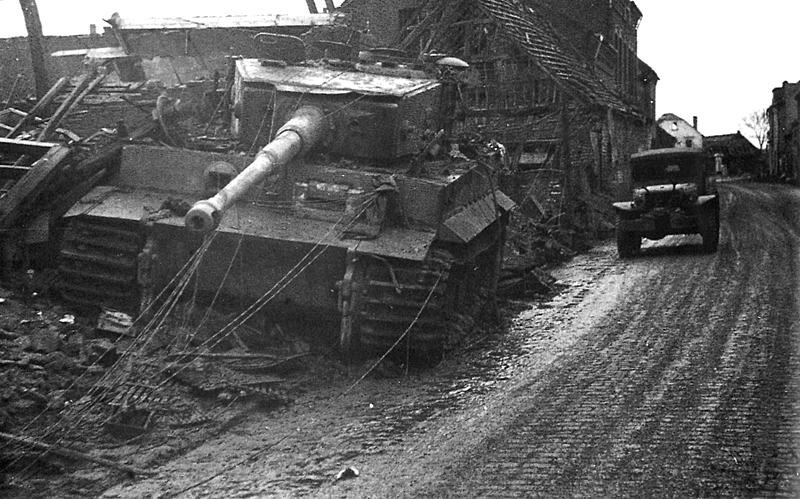
Un Panzer VI Tiger I abbandonato nei pressi di Elsdorf

Von Zangen riteneva che la spinta principale dell'offensiva statunitense sarebbe stata diretta verso est alla volta di Colonia, e aveva di conseguenza indirizzato i sopraggiunti elementi della 9. e 11. Panzer-Division a fronteggiare la formazione statunitense più vicina alla città, il XIX Corps; le unità tedesche furono però impiegate in battaglia in maniera affrettata, e non riuscirono a organizzare una resistenza efficace pur potendosi appoggiare alla seconda linea di fortificazioni campali allestita dietro il Roer. Nel corso di duri scontri il 25 febbraio la 30th Division riuscì a infrangere la resistenza tedesca nel villaggio di Steinstrass, mentre la 29th Division al suo fianco compiva un'avanzata di più di sei chilometri prendendo altri cinque piccoli villaggi; il comandante del XVI Corps McLain iniziò a inserire sul fronte gruppi da combattimento corazzati della 2nd Armored Division, e l'avanzata prese velocità: il 26 febbraio un reggimento della 30th Division avanzò di quasi cinque chilometri con i fanti aggrappati al retro dei carri armati. L'unica seria minaccia all'avanzata veniva dal fuoco dell'artiglieria controcarro tedesca: la fanteria della Wehrmacht appariva invece come confusa e poco propensa a dare battaglia. Più a sud, il VII Corps di Collins aveva superato il momento più difficile e stava unendosi all'avanzata generale: il 25 febbraio l'8th Division completò l'occupazione di Düren e Collins poté iniziare a far passare il fiume alle forze corazzate della 3rd Armored Division. Dopo settantadue ore di continua pressione nemica la logorata 12. Volksgrenadier-Division non era più in grado di reggere, e la resistenza tedesca iniziò a crollare: il 26 febbraio la 3rd Armored Division lanciò un attacco generale seguendo il percorso dell'autostrada tra Düren e Colonia, avanzando a una velocità allarmante per i tedeschi in direzione di Elsdorf e delle rive del fiume Erft.

### L'avanzata prende slancio

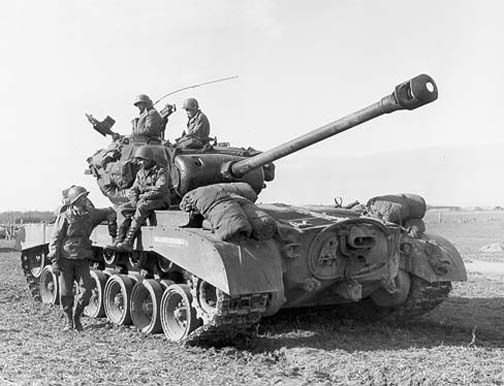
Un carro pesante M26 Pershing fotografato in Germania nel marzo 1945; il mezzo ebbe il suo debutto operativo proprio nel corso dell'operazione Grenade

L'alto comando tedesco si era ormai reso conto che l'obiettivo della Ninth Army statunitense non era il Reno ma piuttosto il ricongiungersi con le forze anglo-canadesi di Crerar in arrivo da nord-est, prendendo alle spalle la 1. Fallschirm-Armee e intrappolando in una tenaglia l'intera ala sinistra dell'Heeresgruppe H che difendeva la Renania settentrionale. Von Rundstedt si appellò a Hitler perché autorizzasse una ritirata generale delle forze tedesche sulla riva orientale del Reno, o quantomento un'evacuazione dal saliente che si stava formando a Roermond al confine tra l'Heeresgruppe H e l'Heeresgruppe B; Hitler rifiutò ogni arretramento tedesco dietro il Reno, e solo dopo molte insistenze si convinse, il 27 febbraio, ad autorizzare il ripiegamento dal saliente di Roermond. Von Rundstedt ordinò all'Heeresgruppe H di ritirare dai combattimenti con gli anglo-canadesi le sue formazioni corazzate (la Panzer-Lehr-Division e la 15. Panzergrenadier-Division) per inviarle a puntellare la linea della 15. Armee, ormai in pieno cedimento: la mossa giungeva però troppo tardi.
Elementi della 9. Panzer-Division erano stati spediti a rinforzare la linea della 12. Volksgrenadier-Division, ingaggiando il 27 febbraio un duro scontro attorno a Elsdorf con i reparti corazzati della 3rd Armored Division; questi ultimi schieravano una compagnia di nuovi carri armati pesanti M26 Pershing, al loro debutto operativo. Nel pomeriggio di quel 27 febbraio Elsdorf era caduta in mano agli attaccanti, ed entro sera i reparti statunitensi avevano raggiunto la riva dell'Erft e stabilito alcune piccole teste di ponte sulla sua sponda orientale; il VII Corps aveva quindi raggiunto tutti i suoi obiettivi previsti nell'ambito dell'operazione Grenade. Anche i carri armati della Ninth Army stavano uscendo dalla testa di ponte, aprendosi a ventaglio per dilagare nelle pianure alle spalle del Roer con la fanteria che li seguiva, travolgendo le difese tedesche o aggirando le piazzeforti che resistevano. Simpson ordinò di non lasciare sosta ai reparti tedeschi in ritirata: il XVI Corps di Anderson doveva procedere verso nord parallelo al corso della Mosa per serrare sugli anglo-canadesi, il XIII Corps di Gillem doveva dirigere verso nord-est alla volta di Krefeld e delle rive del Reno mentre il XIX Corps di McLain aveva come obiettivo l'area urbana di Mönchengladbach; il VII Corps doveva attestarsi sull'Erft e assicurare il fianco della Ninth Army, ma si stava preparando anche a marciare in direzione di Colonia nell'ambito dei piani offensivi della First Army.

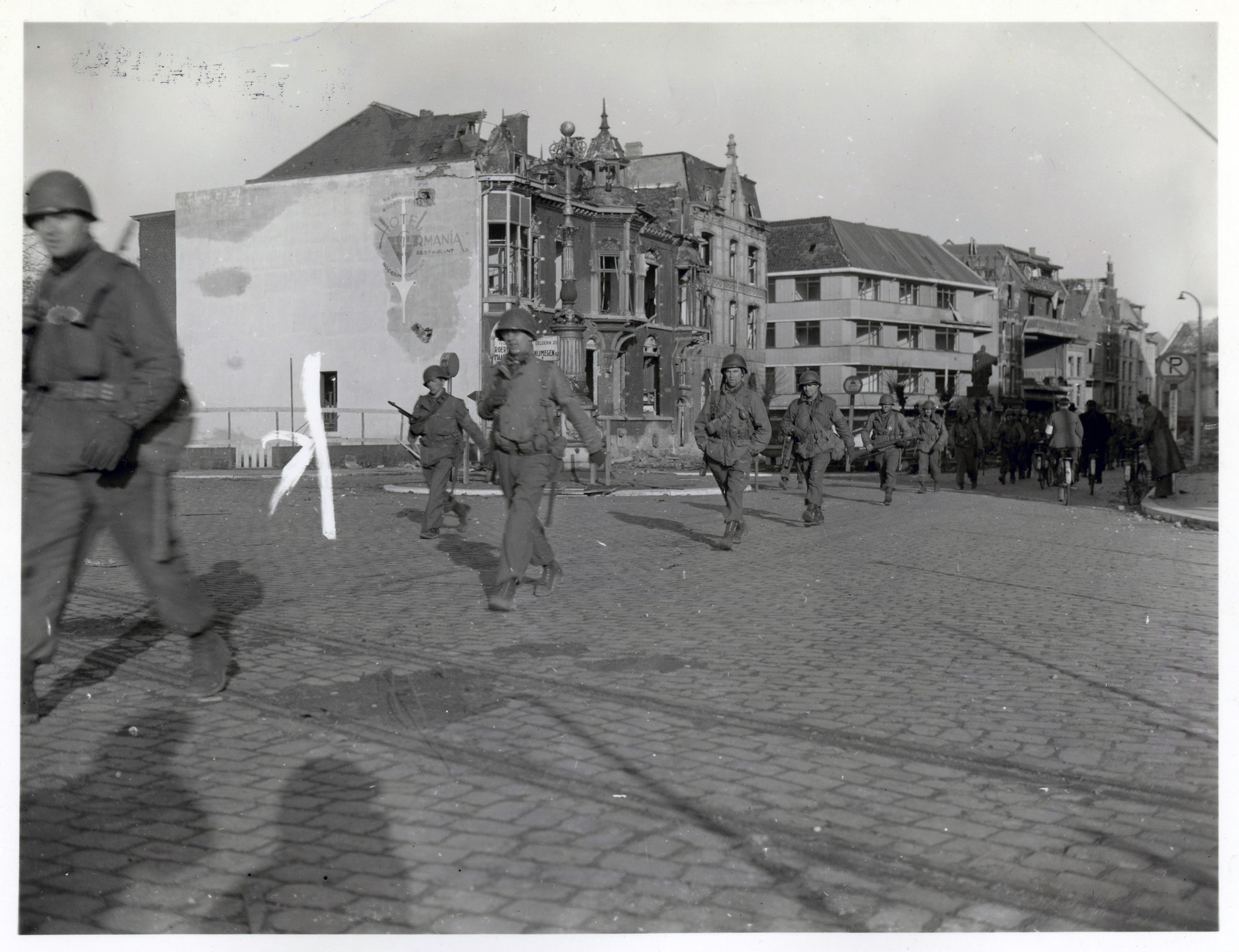
Fanti statunitensi in marcia per le strade di Venlo, appena liberata dall'occupazione tedesca

Complice anche la ritirata dal saliente di Roermond, la resistenza tedesca sul fronte della Ninth Army stava diventando inesistente: il 28 febbraio la 30th Division prese il villaggio di Garzweiler, pesantemente circondato da trincee, senza troppi problemi, mentre il 1º marzo una task force della 35th Division entrò a Venlo dopo un'avanzata di 40 chilometri praticamente senza alcun contatto con il nemico. Quello stesso 1º marzo, un reggimento della 29th Division entrò a Mönchengladbach quasi senza combattere: con una popolazione prebellica di più di 300 000 persone, la città era il maggiore centro abitato della Germania a cadere in mano agli Alleati occidentali fino a quel momento. La resistenza tedesca poteva tuttavia avere ancora dei momenti di soprassalto: il 27 febbraio l'84th Division entrò in contatto con i paracadutisti dell'8. Fallschirmjäger-Division, truppe scelte appena ritirate dal fronte della 1. Fallschirm-Armee per puntellare la linea più a sud, venendo bloccata per due giorni in combattimenti molto pesanti. L'avanzata statunitense stava separando il XII SS-Armeekorps, sospinto verso nord, dal LXXXI. Armeekorps e dal resto della 15. Armee, in ripiegamento verso est; il generale Hasso von Manteuffel sostituì von Zangen nella direzione dei combattimenti con gli statunitensi, ma c'era poco che potesse fare salvo ordinare un ripiegamento generale dei reparti tedeschi dietro il fiume Erft.

### Sulle rive del Reno

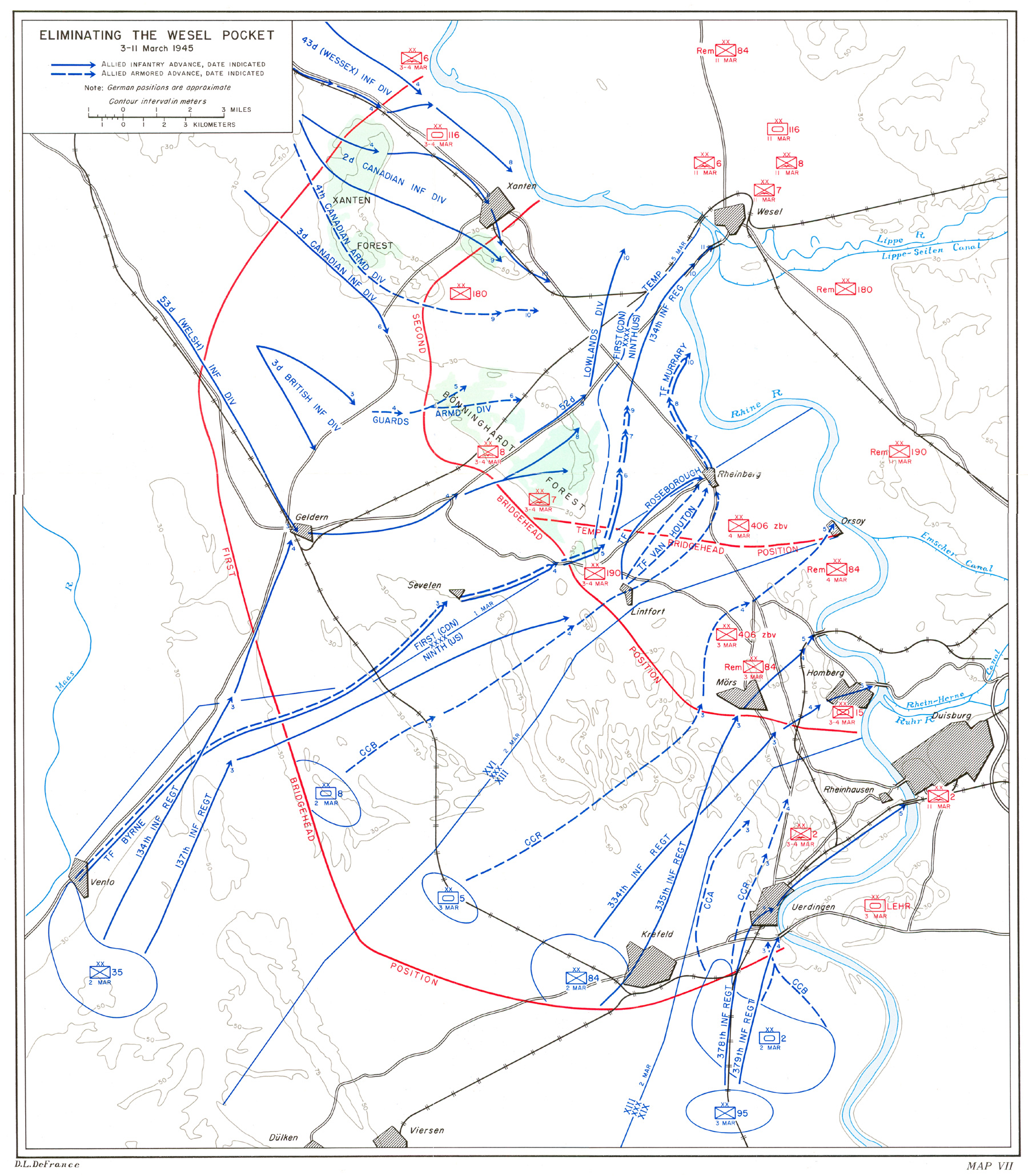
Carta della testa di ponte di Wesel tra il 3 e l'11 marzo 1945, con indicate le direttrici delle offensive alleate per eliminarla

Con l'avvicinarsi della Ninth Army al Reno, l'alto comando alleato chiese a Simpson di tentare la cattura di un ponte intatto sul grande fiume. Il 1º marzo il XIX Corps inserì l'83d Division sul fianco destro della 2nd Armored Division perché catturasse la zona di Neuss, dove sorgevano tre ponti sul Reno; attaccando su un fronte di due reggimenti quel pomeriggio, l'83rd Division avanzò per tutta la notte prendendo Neuss la mattina dopo, trovando però i ponti già distrutti dai tedeschi. Un contemporaneo tentativo di catturare un altro ponte nella vicina Oberkassel, impiegando un reparto corazzato camuffato in modo da sembrare un'unità della Wehrmacht in ritirata, non ebbe parimenti successo e il ponte venne fatto saltare proprio mentre gli statunitensi si avvicinavano alla sua imboccatura occidentale.
Poco più a nord, la 102nd Division del XIII Corps venne bloccata alla periferia meridionale di Krefeld mentre dirigeva alla volta di un ponte sul Reno posto nel sobborgo di Uerdingen, verso cui stava puntando anche la 2nd Armored Division del XIX Corps; l'84th Division, sulla sinistra della 102nd, aggirò l'abitato di Krefeld e sferrò un attacco da nord nel pomeriggio del 2 marzo, ma venne bloccata dal fuoco dell'artiglieria tedesca. La zona di Krefeld-Uerdingen costituiva il settore meridionale di una testa di ponte, estesa più a nord fino a Xanten, verso cui il generale Alfred Schlemm stava facendo ripiegare i reparti della 1. Fallschirm-Armee sotto i colpi dell'offensiva anglo-canadese. La 2. Fallschirmjäger-Division, ridotta a una forza di combattimento non più grande di tre o quattro battaglioni sotto organico, arrivò a Uerdingen il 2 marzo giusto in tempo per affrontare, nelle prime ore del 3 marzo, un attacco della 2nd Armored Division diretto verso il ponte: gli statunitensi furono bloccati per tutto il giorno in scontri molto pesanti, e quando infine arrivarono in vista del ponte i tedeschi lo fecero saltare la mattina del 4 marzo; i combattimenti per eliminare le ultime sacche di resistenza tedesca a Krefeld e Uerdingen andarono poi avanti fino alla mattina del 5 marzo. La 95th Division, portata in linea dalle riserve della Ninth Army, fece un tentativo di prendere due ponti sul Reno nella zona di Rheinhausen, ma la missione fu abbandonata dopo che la ricognizione aerea ebbe rilevato la loro avvenuta distruzione; l'84th Division si spinse fino a Moers e Homberg trovando però i ponti stradali e ferroviari della zona già distrutti. Per il pomeriggio del 5 marzo il XIII e il XIX Corps erano in posizione sulla riva occidentale del Reno, ma senza alcun ponte nelle loro mani.

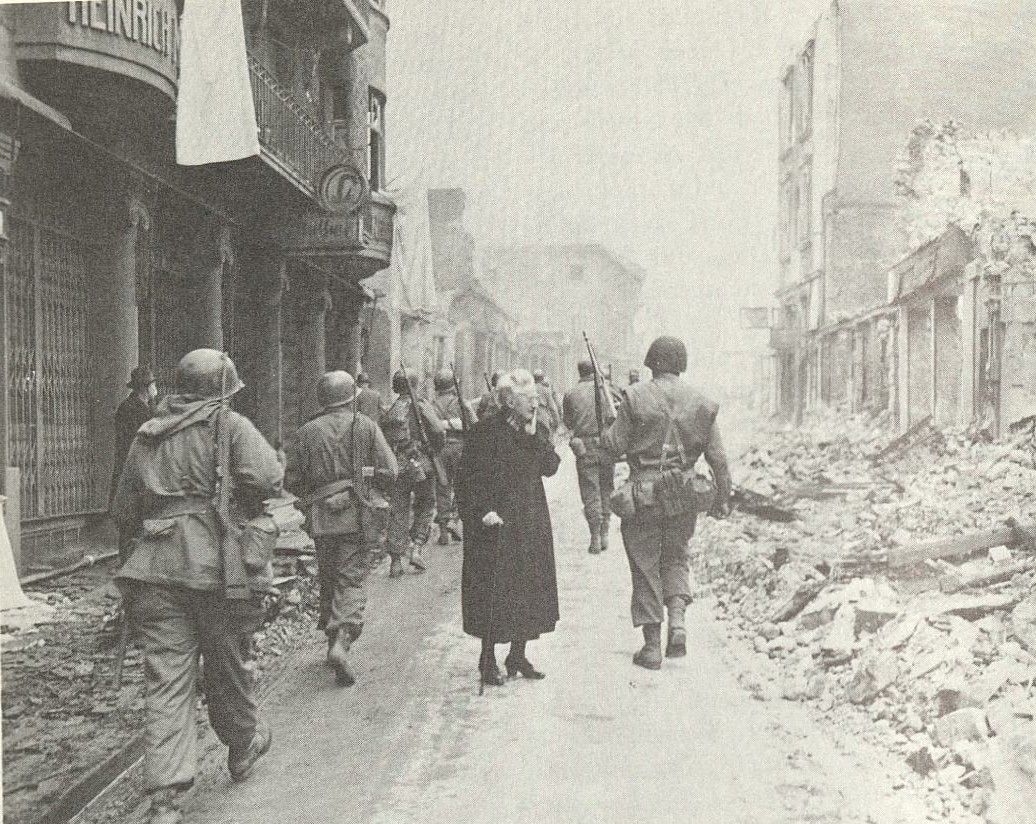
Fanti statunitensi marciano attraverso le rovine di una città della Renania, sotto lo sguardo dei locali civili tedeschi

Schlemm stava supplicando von Rundstedt perché autorizzasse il ripiegamento dietro il Reno della 1. Fallschirm-Armee, ma Hitler vietò ogni ritirata dalla riva occidentale e designò personalmente una nuova testa di ponte, estesa da Xanten a nord a Duisburg a sud e incentrata sulla città di Wesel, che doveva essere tenuta a ogni costo, onde assicurare ai tedeschi il controllo della rete di canali fluviali che consentiva il trasporto del carbone della Ruhr ai porti del Mare del Nord; elementi di quindici divisioni tedesche andarono ad ammassarsi nella testa di ponte. Dopo un'avanzata praticamente senza contrasto, il 3 marzo la 35th Division dell'XVI Corps si incontrò poco fuori Gheldria con la 53rd (Welsh) Infantry Division del XXX Corps britannico, sancendo il ricongiungimento delle forze dell'operazione Grenade con quelle dell'operazione Veritable e creando un perimetro continuo intorno alla testa di ponte ancora tenuta dalla 1. Fallschirm-Armee a occidente del Reno. I tedeschi continuavano a opporre una resistenza determinata agli assalti degli anglo-canadesi a Xanten, così il comando alleato incaricò il XVI Corps di fare un tentativo di prendere i ponti di Wesel con un attacco da sud: la 35th Division, appoggiata da reparti corazzati dell'8th Armored Division, sferrò quindi un attacco il 4 marzo, salvo però ritrovarsi bloccata in duri scontri con i tedeschi nei pressi di Rheinberg proseguiti senza esito anche il 5 marzo.
La battaglia andava però terminando: sfruttando come scappatoia l'ordine di Hitler in base al quale nessun ponte sul Reno doveva essere lasciato in mano al nemico, il 6 marzo Schlemm iniziò a far ripiegare i reparti tedeschi dentro Wesel per poi evacuarli sulla sponda orientale del fiume. Xanten fu abbandonata ai canadesi l'8 marzo, mentre il 9 marzo anche la resistenza sul fronte del XVI Corps era venuta meno; molti reparti tedeschi riuscirono a fuggire dall'annientamento, ma numeroso equipaggiamento pesante dovette essere abbandonato sulla riva occidentale del Reno. La mattina del 10 marzo i ponti di Wesel furono fatti saltare in aria, lasciando sulla riva occidentale solo una piccola sacca di resistenza e alcuni reparti sbandati che furono rastrellati dagli Alleati; ciò segnò la conclusione dell'operazione Grenade.

## Conseguenze

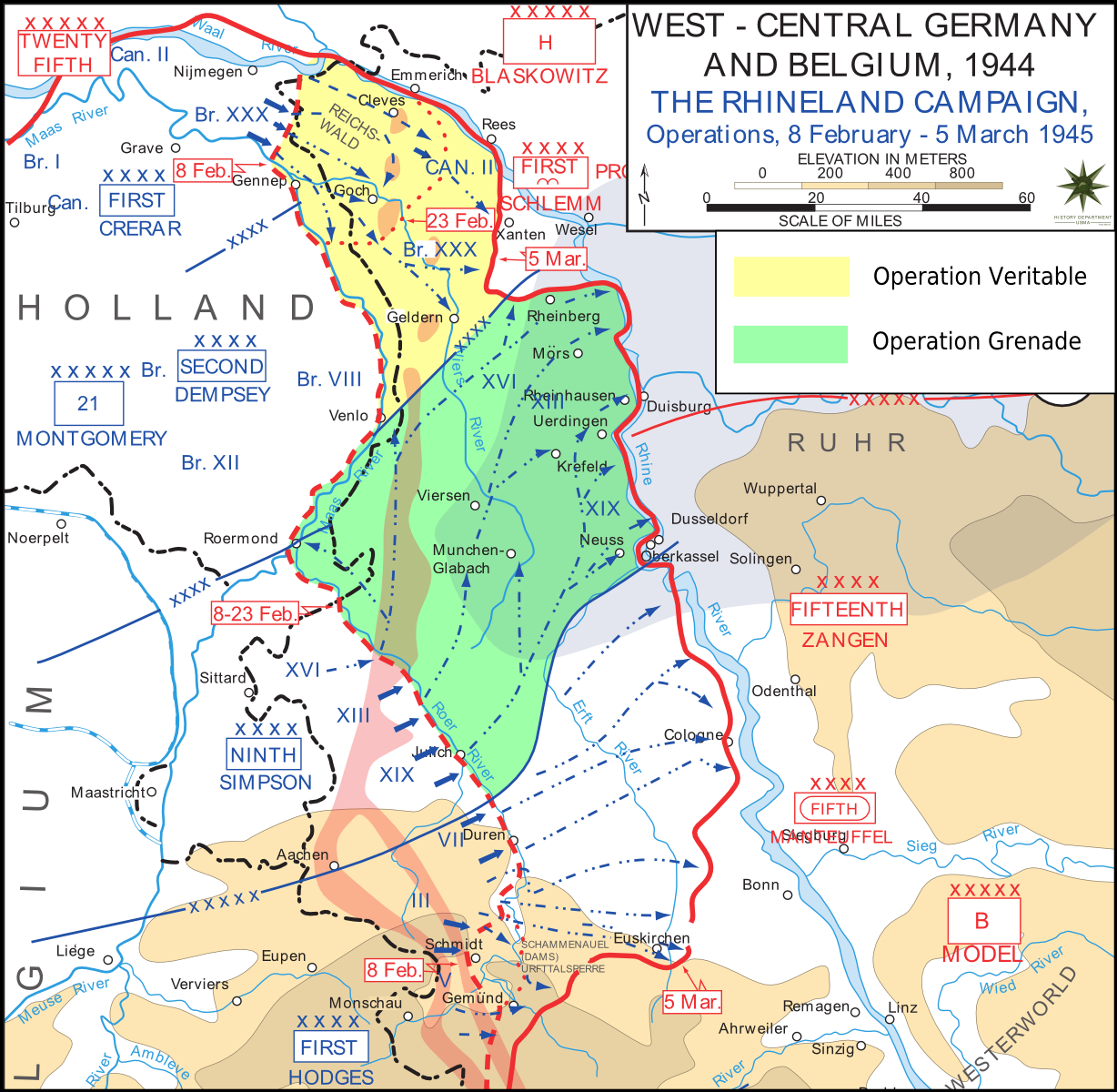
Carta della Renania settentrionale con indicato i territori conquistati dagli Alleati nel corso dell'operazione Veritable (in giallo) e Grenade (in verde)

Nel corso di poco più di due settimane di scontri, la Ninth Army di Simpson portò a termine un'avanzata di 85 chilometri da Jülich sul Roer a Wesel sul Reno; alla conclusione dell'operazione l'armata era attestata sulla sponda occidentale del Reno da Wesel a nord ai dintorni di Düsseldorf a sud, lungo un fronte di 54 chilometri. L'operazione Grenade costò ai reparti statunitensi un totale di circa 7 300 perdite tra morti, feriti e dispersi; perdite nettamente inferiori a quelle riportate dagli altri reparti del gruppo d'armate di Montgomery, che nella loro marcia di 64 chilometri da Nimega a Wesel riportarono 10 330 perdite nelle unità britanniche e 5 304 in quelle canadesi: ciò a testimonianza del differente livello di preparazione della 1. Fallschirm-Armee rispetto alla derelitta 15. Armee lungo il Roer, ma anche a causa del terreno molto più difficile affrontato dagli anglo-canadesi (una successione di aree allagate e zone fittamente boscose) rispetto alle pianure aperte alle spalle del Roer incontrate dalla Ninth Army. La battaglia per la Renania settentrionale aveva replicato lo stesso schema già visto in azione durante la campagna di Sicilia e in Normandia: gli anglo-canadesi avevano attirato su di loro il peso del grosso della resistenza tedesca, dando modo agli statunitensi di colpire il fianco esposto del nemico e poi dilagare nelle sue retrovie. Benché ciò non fosse stato fin da subito nelle intenzioni originarie del comando del 21st Army Group e fosse piuttosto dovuto a un evento non preventivato (il rinvio dell'offensiva di Simpson a causa della distruzione delle dighe del Roer), lo schema si rivelò, come nelle precedenti occasioni, un successo: completamente meccanizzati, i reparti statunitensi erano più che adatti al loro ruolo di sfondamento e avanzata in profondità.
Le operazioni alleate nella Renania settentrionale si rivelarono un disastro per la Wehrmacht. Al termine dell'operazione Grenade la Ninth Army statunitense rivendicò l'uccisione di 6 000 tedeschi e la cattura di 30 000 prigionieri di guerra; in totale, l'intero 21st Army Group calcolò in 90 000 le perdite inflitte alla Wehrmacht nel corso delle operazioni Veritable e Grenade. Le forze di Montgomery erano ora in posizione sul Reno e pronte per la successiva fase offensiva, il forzamento del grande fiume: dopo un'attenta pianificazione, l'attraversamento fu lanciato nella notte tra il 23 e il 24 marzo (operazione Plunder), con la Ninth Army di Simpson che passò il fiume a sud di Wesel per poi andare a costituire il braccio settentrionale della tenaglia che accerchiò le forze tedesche nella Ruhr.

### Annotazioni
1. 1 2  A inizio battaglia.
2. ↑  Il corpo, a dispetto del nome, non aveva al momento assegnata alcuna divisione delle Waffen-SS.

### Fonti
1. ↑  Ford, p. 7.
2. ↑  Ford, pp. 8-10.
3. ↑  Ford, p. 22.
4. ↑  Ford, p. 10.
5. ↑  Ford, pp. 22-23.
6. ↑  MacDonald, p. 135.
7. ↑  Zaloga, pp. 8-10.
8. 1 2  Ford, pp. 57-58.
9. ↑  MacDonald, pp. 135-136.
10. ↑  Ford, p. 27, 57.
11. ↑  MacDonald, p. 137.
12. ↑  Ford, pp. 18-21.
13. 1 2  MacDonald, pp. 140-142.
14. 1 2  Ford, p. 26.
15. ↑  MacDonald, pp. 139-140.
16. ↑  MacDonald, p. 142.
17. ↑  MacDonald, pp. 142-143.
18. ↑  Ford, pp. 23, 41.
19. ↑  Ford, pp. 44-45, 57.
20. ↑  MacDonald, p. 143.
21. ↑  Ford, pp. 58-59.
22. ↑  MacDonald, p. 145.
23. ↑  Ford, p. 59.
24. ↑  MacDonald, pp. 145-147.
25. 1 2 3  Ford, p. 63.
26. ↑  MacDonald, pp. 147-149.
27. ↑  MacDonald, p. 153.
28. ↑  Ford, pp. 59-62.
29. ↑  MacDonald, pp. 154-155.
30. ↑  MacDonald, pp. 149-151.
31. 1 2  Ford, p. 66.
32. ↑  MacDonald, pp. 151-153.
33. ↑  MacDonald, pp. 155-156.
34. ↑  MacDonald, pp. 156-159.
35. 1 2 3 4  Ford, pp. 66-67.
36. ↑  MacDonald, pp. 159-161.
37. ↑  MacDonald, pp. 159, 161-162.
38. ↑  MacDonald, p. 162.
39. ↑  MacDonald, pp. 154, 163.
40. ↑  Ford, p. 70.
41. ↑  MacDonald, pp. 163-165.
42. ↑  MacDonald, pp. 166-167.
43. ↑  Ford, pp. 70-71.
44. ↑  MacDonald, pp. 167-169.
45. ↑  Ford, p. 71.
46. ↑  MacDonald, pp. 170-171.
47. ↑  Ford, pp. 71-72.
48. ↑  MacDonald, pp. 169-170.
49. ↑  Ford, pp. 71-72, 78-79.
50. ↑  MacDonald, pp. 172-173.
51. ↑  Ford, p. 72.
52. ↑  MacDonald, pp. 173-174.
53. ↑  MacDonald, pp. 174-178.
54. ↑  MacDonald, pp. 179-183.
55. ↑  Ford, pp. 79-82.
56. 1 2 3  Ford, p. 82.
57. ↑  MacDonald, pp. 183-184.
58. ↑  MacDonald, p. 183.
59. ↑  Ford, pp. 89-90.